# Nekropole von Bougon

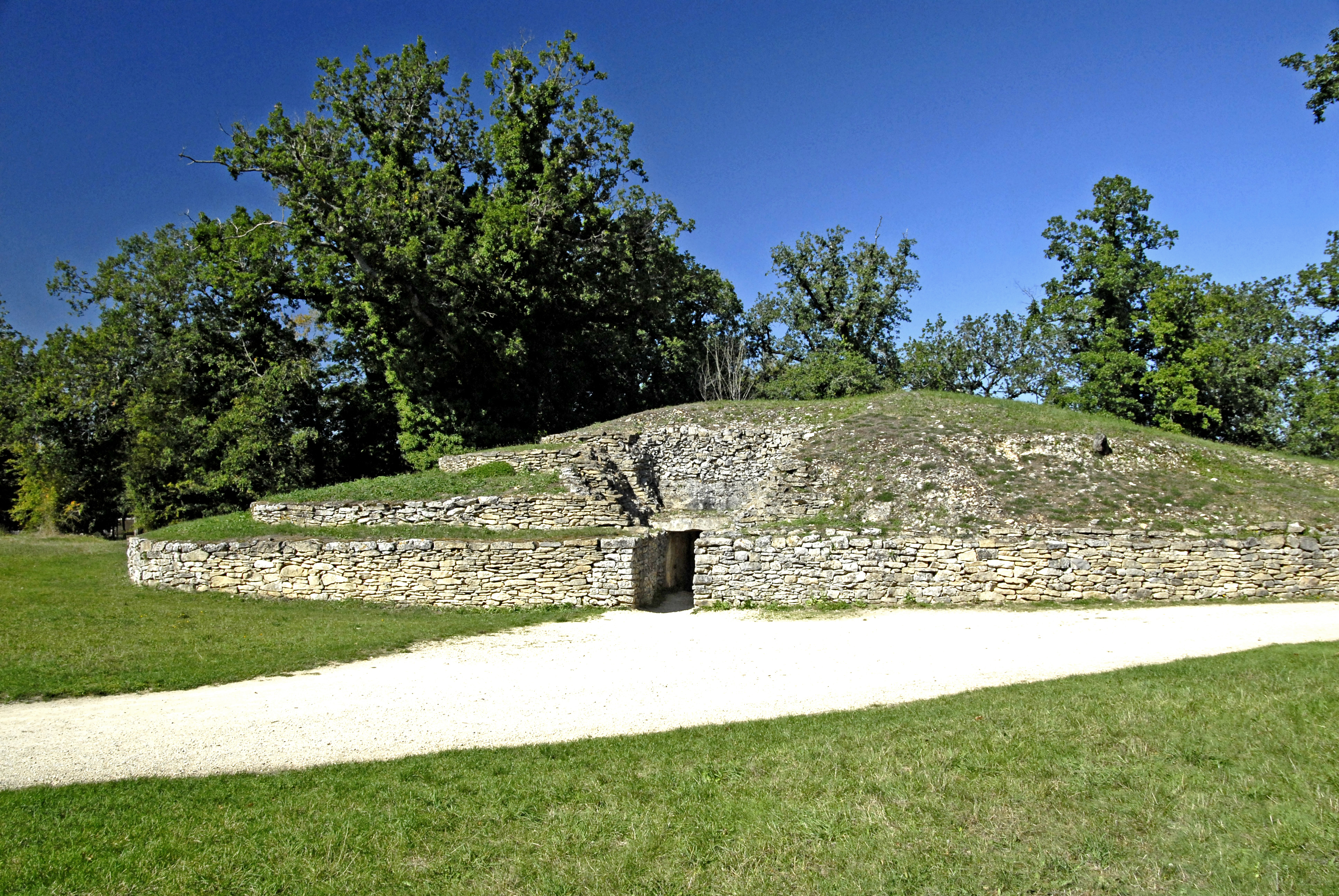
Tumulus A

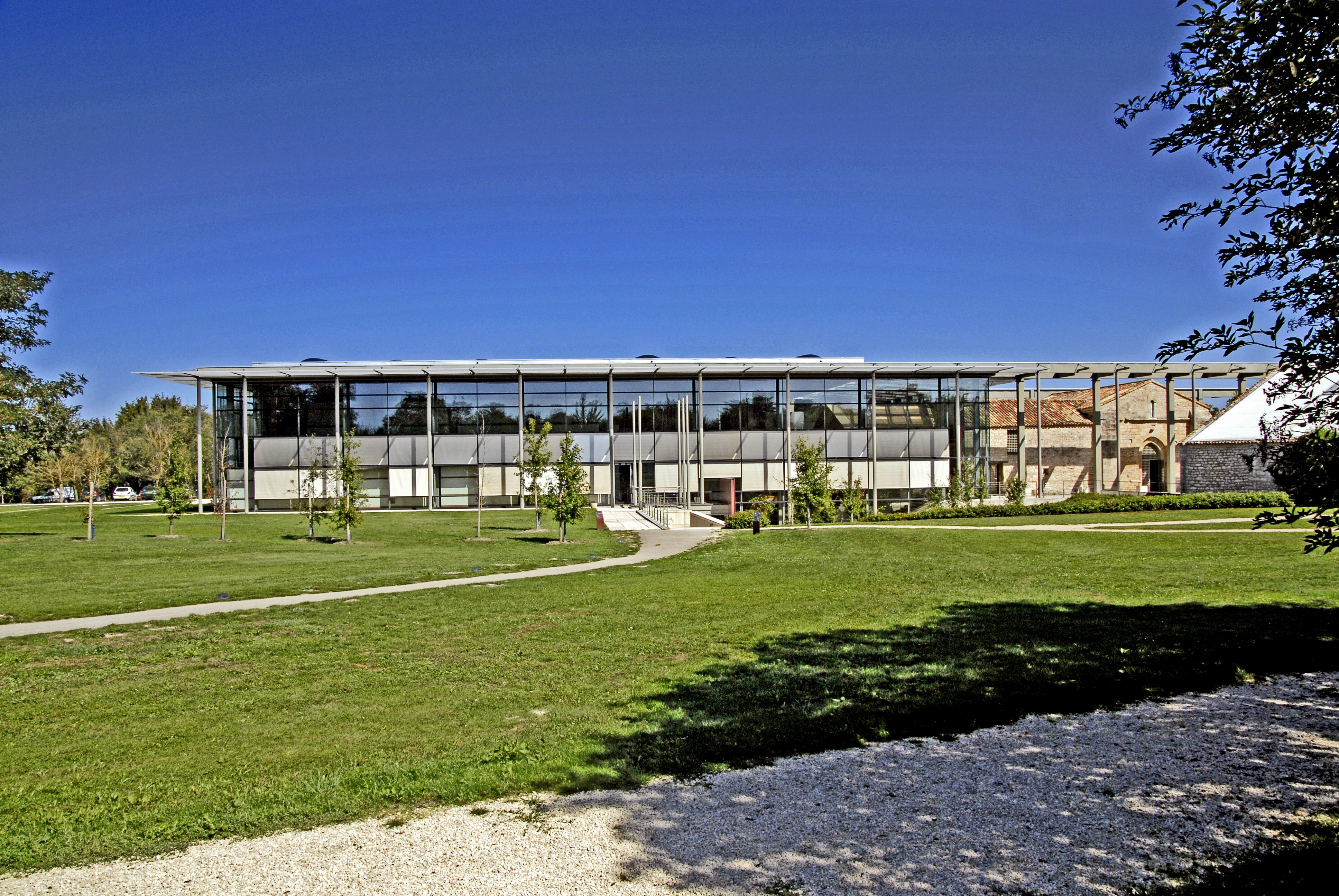
Bougon, Museum, Eingangsfassade

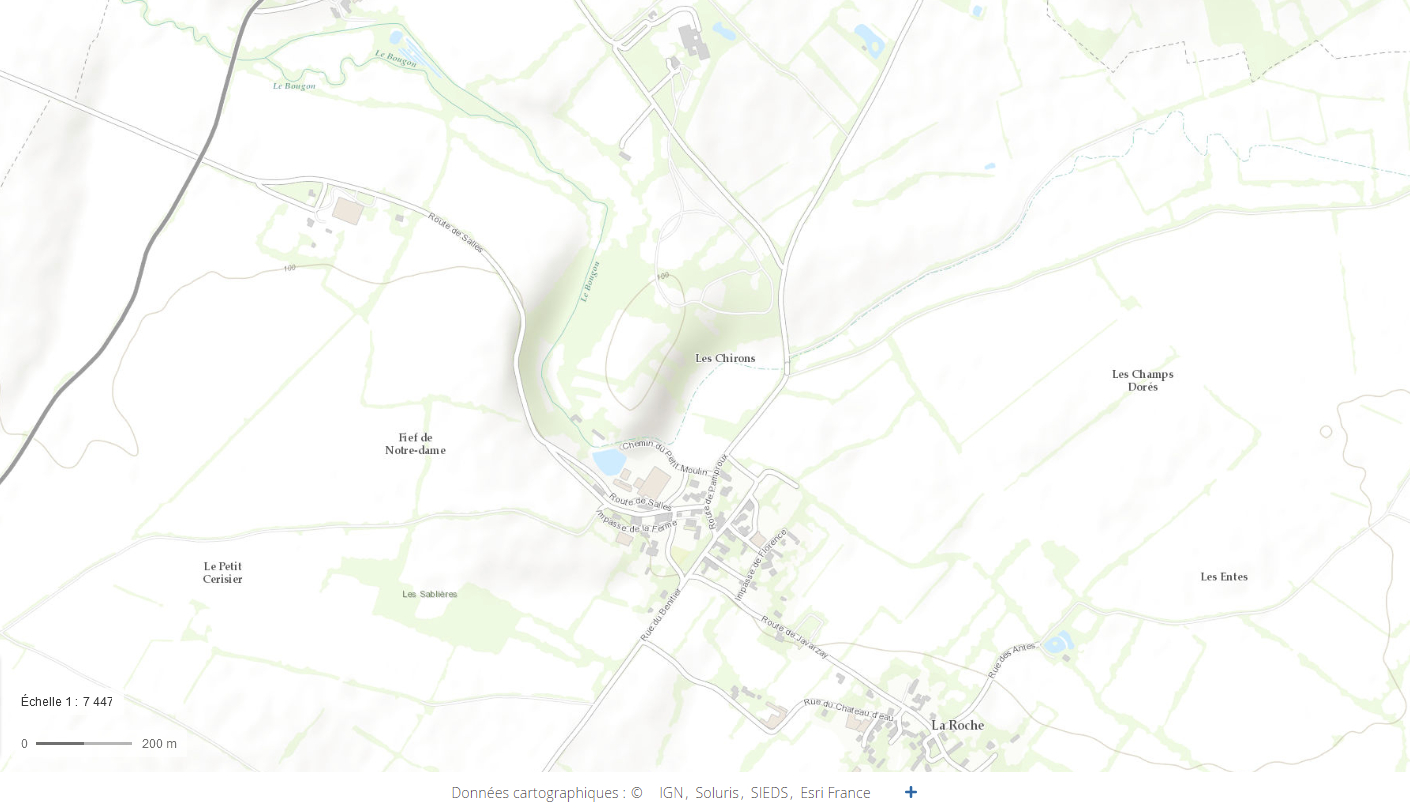
Karte der Tumulus-Stätte, Les Chirons Bougon: Esri World Topographic Map, auf geoportail.gouv.fr

Der Standort liegt auf einem Kalksteinplateau in einer Schleife des Flusses Bougon. Das Gebiet war früher als „Les Chirons“ bekannt.
Die neolithischen Tumuli und die Mauer in der Nekropole von Bougon liegen bei Bougon, in der Nähe von La Mothe-Saint-Héray, an der Straße von Exoudun nach Pamproux, im Département Deux-Sèvres in Frankreich, etwa 35 km südwestlich von Poitiers und gut 30 km nordöstlich von Niort. Ihre Entdeckung im Jahre 1840 rief großes wissenschaftliches Interesse hervor. Um den Standort zu schützen, erwarb das Département den Platz am Oberlauf des Flusses bereits 1873. Die ältesten Teile der Nekropole werden auf 4700 v. Chr. datiert.
Die Nekropole besteht aus einer Gruppe von fünf Tumuli, die von einer mächtigen Trockenmauer (D) in Nord-Süd-Richtung getrennt werden. Westlich von ihr ragen zwei Rundhügel (A + C) auf, zwischen denen von Norden ein kleiner Langhügel eingeschoben ist (B). Östlich der Mauer befinden sich zwei Langhügel, die sich von Norden nach Süden erstrecken und mehrfach abgestuft sind (siehe Grundrissskizze).
Die Gruppe neolithischer Monumente befindet sich in einem weiträumigen Freigelände am Ende eines Wegenetzes, das die historischen Zeugnisse und die arrangierte Erlebnisarchäologie in und außerhalb von Gebäuden präsentiert und verbindet. Es beginnt mit dem zeitgenössischen Museumsbauwerk, mit der Darstellung umfangreicher Sammlungen von Fundstücken aus den örtlichen Tumuli, aber auch mit der anderer Fundorte derselben Epoche. Es verläuft dann im Freien über Rekonstruktionen von Bau- und Transporttechniken, die in der Saison in aktivem Betrieb gezeigt werden, oder von Wohn- und Stallungsgebäuden des Neolithikums, um bei der Gruppe der Tumuli zu enden.

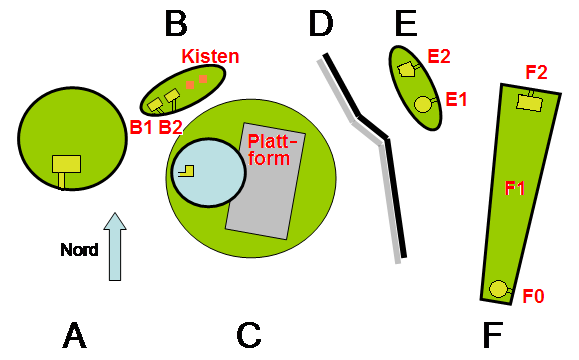
Nekropole von Bougon

## Tumulus A

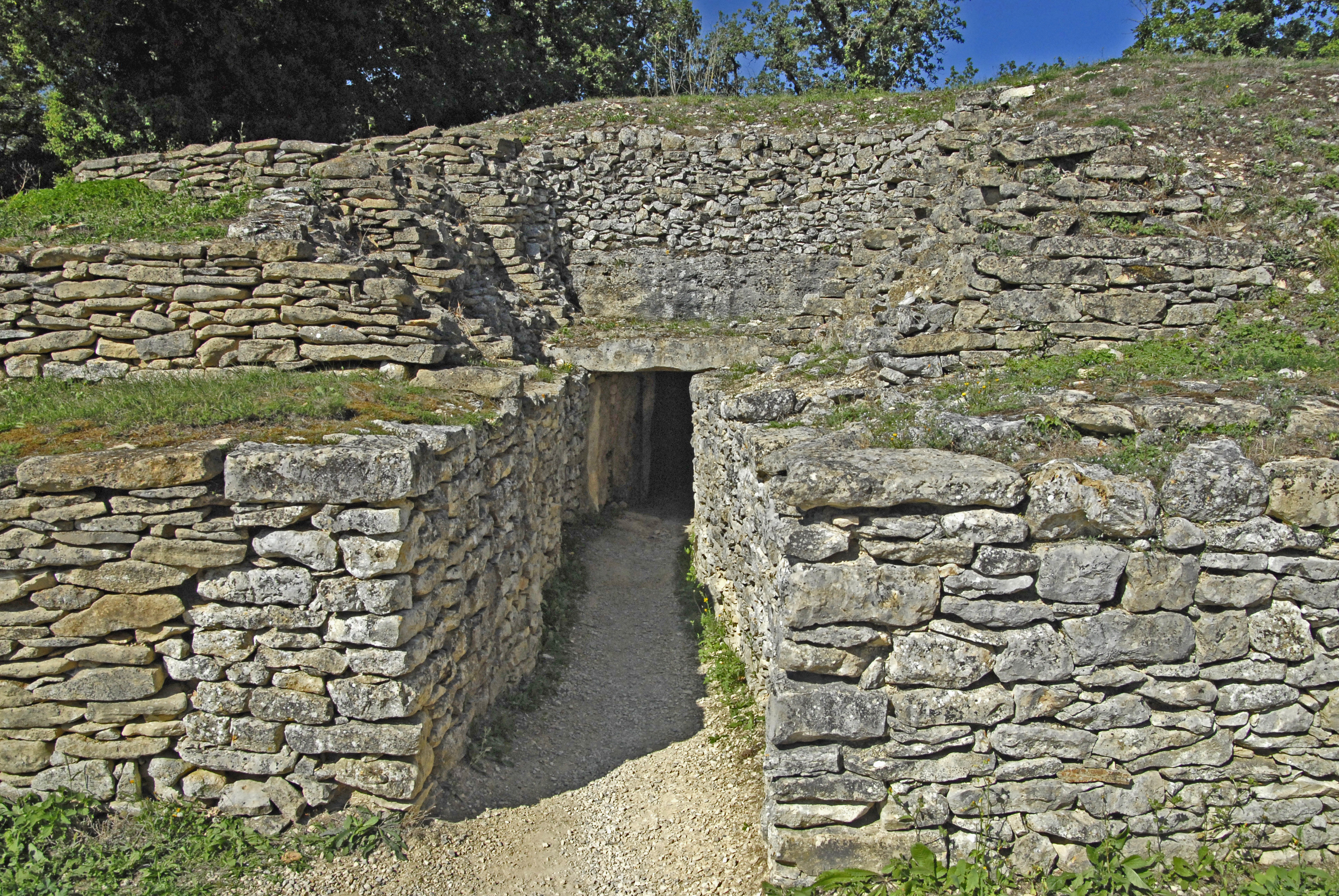
Tumulus A, Eingang

Der zu Beginn des 4. Jahrtausends errichtete gestufte Hügel hat einen Durchmesser von 42 m und erreicht eine größte Höhe von 5 m. Dezentriert nach Süden verschoben liegt eine große rechteckige Kammer (7,8 × 5,0 m – 2,25 m hoch) mit außermittig angesetztem Gang, die im 3. Jahrtausend noch einmal nachgenutzt wurde. Die Tragsteine der Kammer sind bearbeitet, ihre Zwischenräume wurden mit Trockenmauerwerk verfüllt. Die Kammer wird von einer einzigen 90 Tonnen wiegenden Deckenplatte bedacht. Zwei mächtige geometrische Pfeiler teilen den Raum.

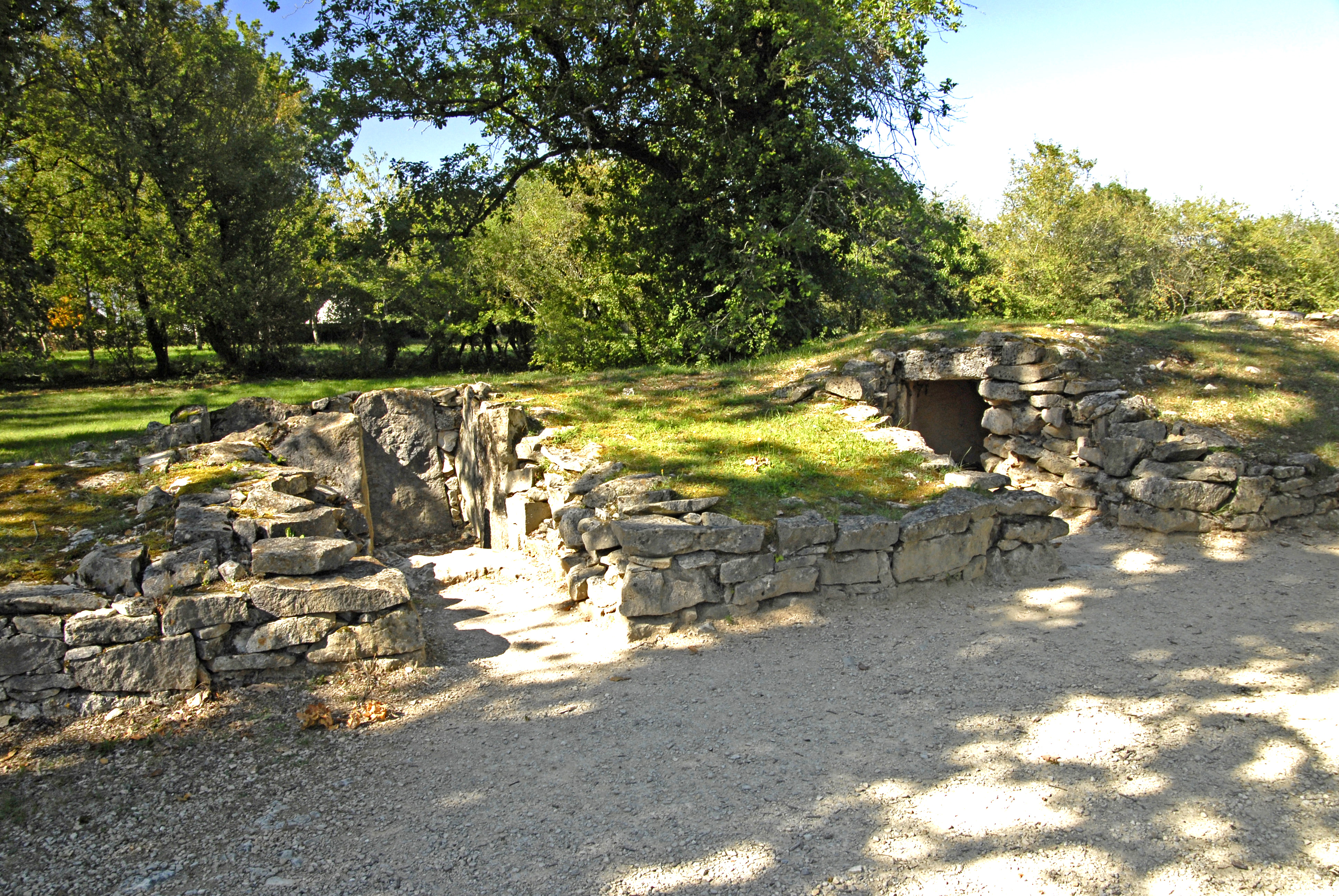
Tumulus B

Bei der Ausgrabung im Jahre 1840 wurden ca. 200 Skelette gefunden, die in drei durch Steinplatten getrennten Schichten lagen. Die ungenaue Dokumentation der Grabung verhindert jedoch jede zeitliche Zuordnung der Funde. Als Grabbeigaben sind flach- und rundbodige Keramik, Perlen, perforierte Zähne, Ketten aus Muscheln sowie Steingerät (darunter eine Hammeraxt aus Diorit) geborgen worden. Neue Ausgrabungen offenbarten, dass das Grab kurz nach seiner Errichtung aufgelassen wurde. Der Gang war durch eine Steinplatte versperrt worden. An der Basis der Platte wurde der dreifach trepanierte Schädel eines Mannes gefunden. Scherben wurden auch an der Fassade des Tumulus gefunden. Dies deutet an, dass das Monument auch nach der Schließung aufgesucht wurde.
Beinahe tausend Jahre später dringen andere Kulturträger in die Anlage ein, um ihre Toten einzubringen. Sie finden zwar den Eingang zur Kammer nicht, gelangen aber im oberen Wandbereich in die Anlage.

## Tumulus B
Der 36 m lange und 8 m breite etwa West-Ost gerichtete Langhügel hat vier Kammern. Zwei davon sind kistenartig und haben keinen Zugang. Die beiden im westlichen Teil gelegenen sind rechteckige Kammern mit einseitig angesetztem, nach Süden gerichtetem Gang.

### Kammer B1
Die kleinen als „Dolmen Angoumoisin“ bezeichneten viereckigen Kammern wurden in der ersten Hälfte des 4. Jahrtausends aus monolithischen Platten errichtet.
Der 2,2 m lange Gang führt in eine Kammer von 2,0 × 1,5 m, die aus vier Platten gebildet wird. Eine von ihnen hat einen skulptierten Haken an ihrer Seite. Die fünfte Platte bedeckt die Kammer. Die wahrscheinlich ausgeräumte und im 3. Jahrtausend nachgenutzte Anlage lieferte wenig archäologische Funde.

### Kammer B2
Etwa zehn Schädelkalotten wurden umgedreht und in zwei Reihen ausgerichtet vorgefunden. Mehrere Langknochen waren mit ihnen vergesellschaftet.

### Die Kisten

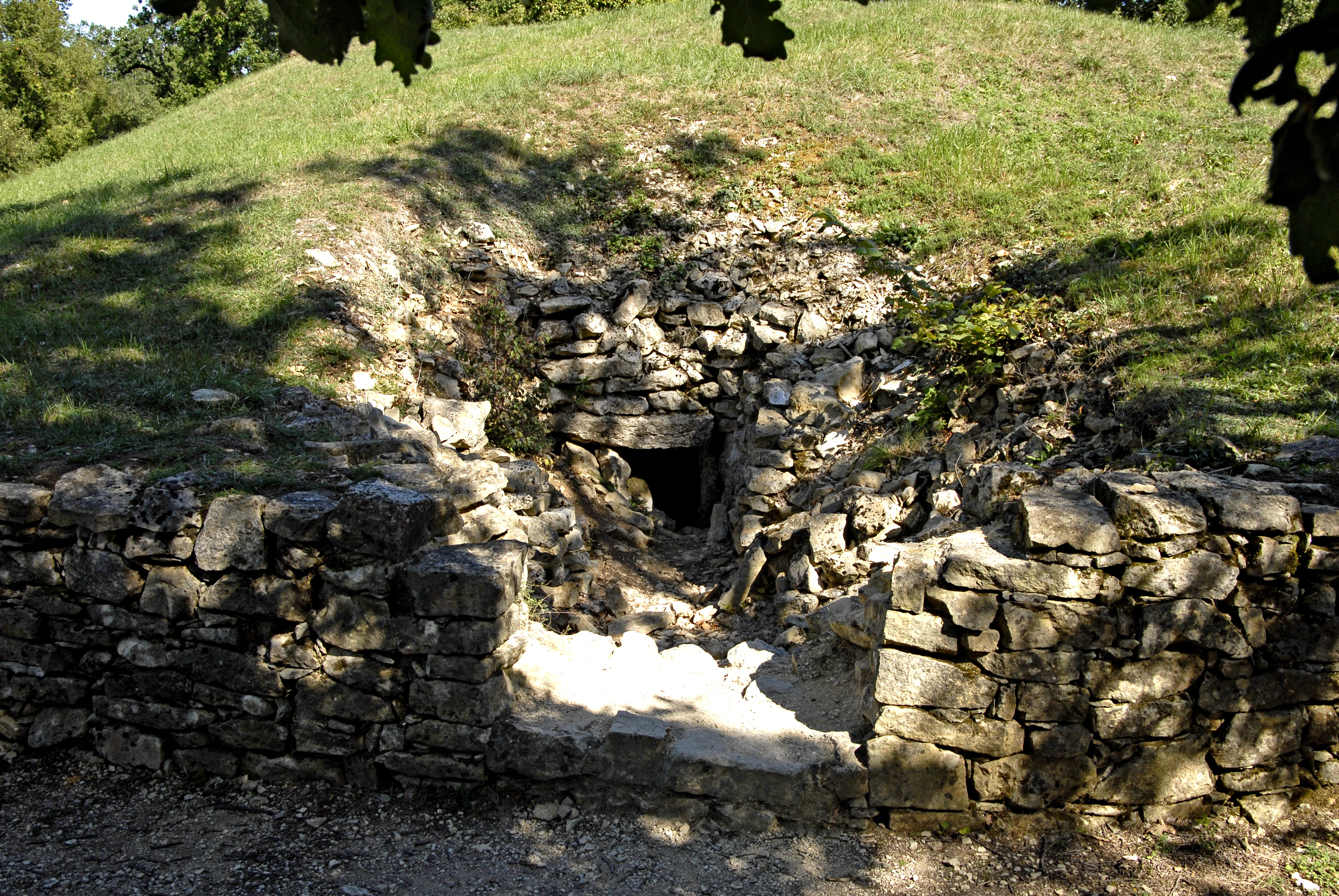
Tumulus C, Eingang z. T. verschüttet

Die Kisten im Osten des Tumulus wurden bei den Ausgrabungen im Jahre 1978 entdeckt. Die aus kleinen Steinen im Zentrum des Monumentes liegenden Strukturen lieferten kein archäologisches Material. Es ist möglich, dass sie in Beziehung zu den endneolithischen Scherbenhaufen stehen, die nahe beim Tumulus gefunden wurden.

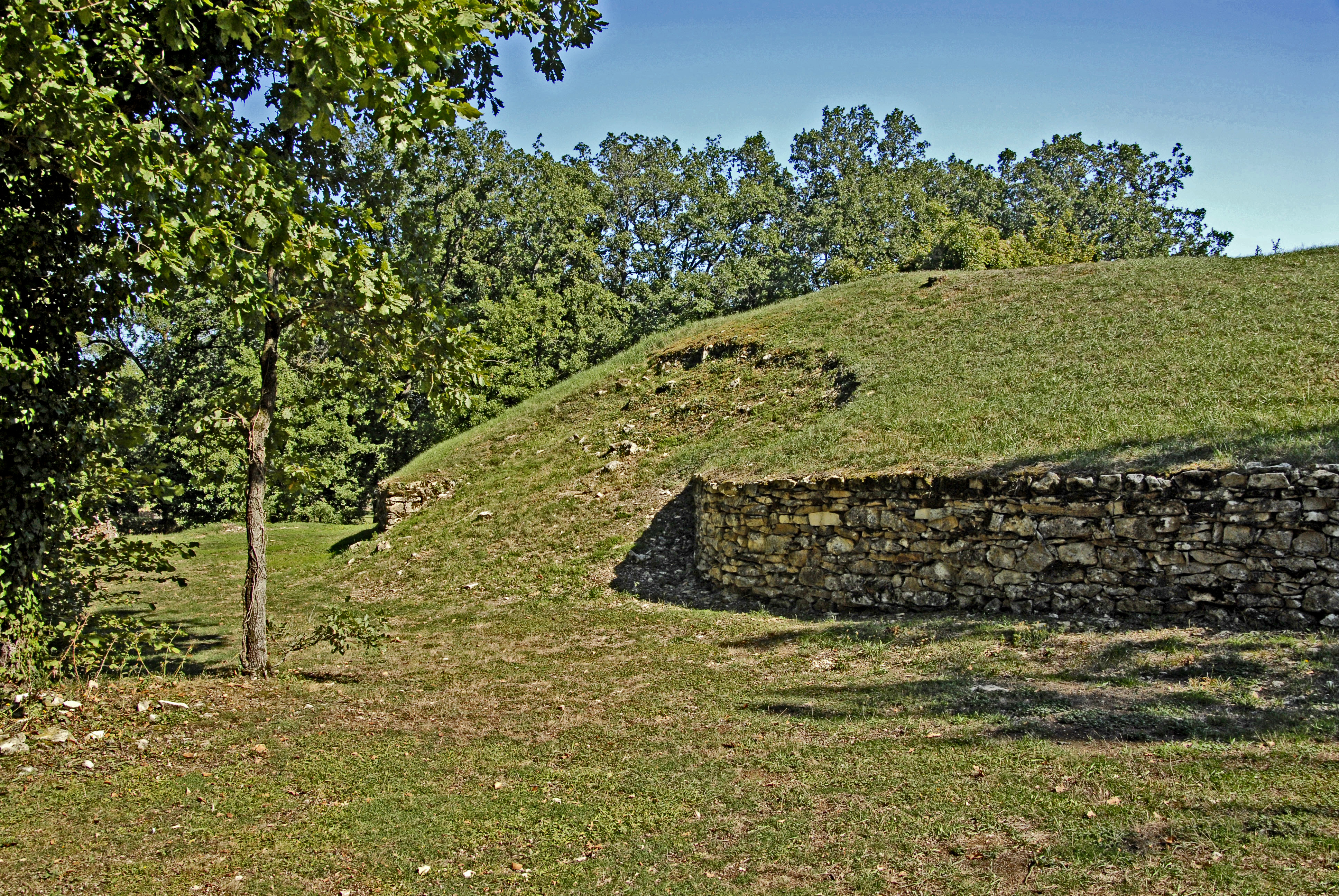
Tumulus C

## Tumulus C
Der 57 m messende 5 m hohe Rundhügel ist in seiner heutigen Form eine recht komplexe mehrphasige Anlage. Er bedeckt
- eine rechteckige Plattform
- einen kleineren Rundhügel.

### Der Rundhügel
Er hat einen Durchmesser von 24 m, bei einer Höhe von 4 m. Außermittig liegt eine kleine rechteckige Kammer von nur 2,0 × 1,45 m mit einseitig angesetztem nach Westen gerichtetem Gang. Sechs Platten bilden den Boden. Die Kammer enthielt vier Skelette und Beigaben aus Keramik und Silex.

### Die Plattform

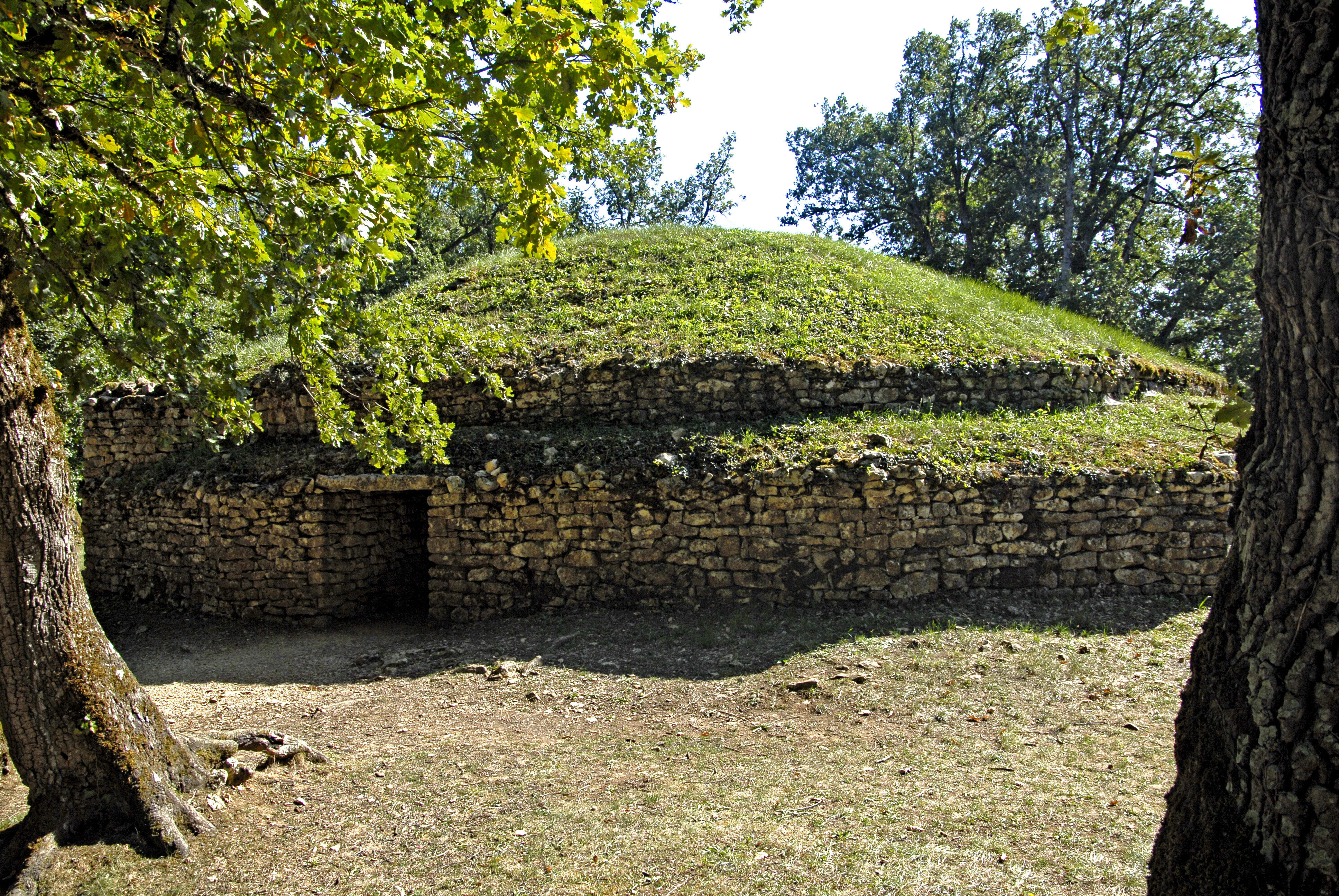
Tumulus E

Angebaut an den Hügel, jedoch auf der Ostseite, wurde eine etwa 40 m lange und 20 m breite Plattform. Vor der hohen Verblendmauer sind auf alle zugänglichen Seite verteilt, drei Doppelbestattungen von Erwachsenen und Kindern gefunden worden.

## Die Struktur D
Eine 35 m lange und 2 m hohe Trockensteinmauer trennt die Tumuli E und F von den übrigen und das Heiligtum in zwei Zonen. Jungsteinzeitliche Spuren, darunter ein hölzernes Fragment bestätigen das hohe Alter dieser Anlage, zu der es in Frankreich kein Gegenstück gibt.

## Tumulus E
Der zweistufige Hügel von 22 m Länge und 10 m Breite hat zwei Kammern mit nahezu zentralen nach Osten gerichteten Zugängen. Sie lagen vermutlich zunächst in separaten Rundhügeln.

### Kammer E1
Die südliche Kammer hat einen Durchmesser von 3 m und bildet eine Tholos aus, die im unteren Bereich aus 11 Wandsteinen besteht. Die Platten wurden in eine Rinne gesetzt, die vor der Trockensteinmauer verlief. Diese Bauweise erinnert an die Kammer im Tumulus Cous an Bazoges-en-Pareds im Département Vendée. Die Ausgrabung erbrachte fünf oder sechs Skelette mit Beigaben (Keramik, sowie Knochen- und Steingeräte), die auf eine Nutzung zwischen 4000 und 3 500 v. Chr. deuten. Dies ist einer der ältesten Dolmenfunde in Zentralfrankreich.

### Kammer E2
E2 liegt im nördlichen Teil ist eher quadratisch mit einer Ausbuchtung. Wahrscheinlich wurde sie von einer späteren Zivilisation (etwa 2500 v. Chr.) umgebaut. Die Veränderung bezeugt die zeitliche Abfolge der Formen rund und eckig, wie sie auch in anderen Kulturen erfolgte. Das archäologische Material besteht hauptsächlich auf Pfeilspitzen, Messern und Schabern. Die Töpferware ist rund und von schlechter Qualität.

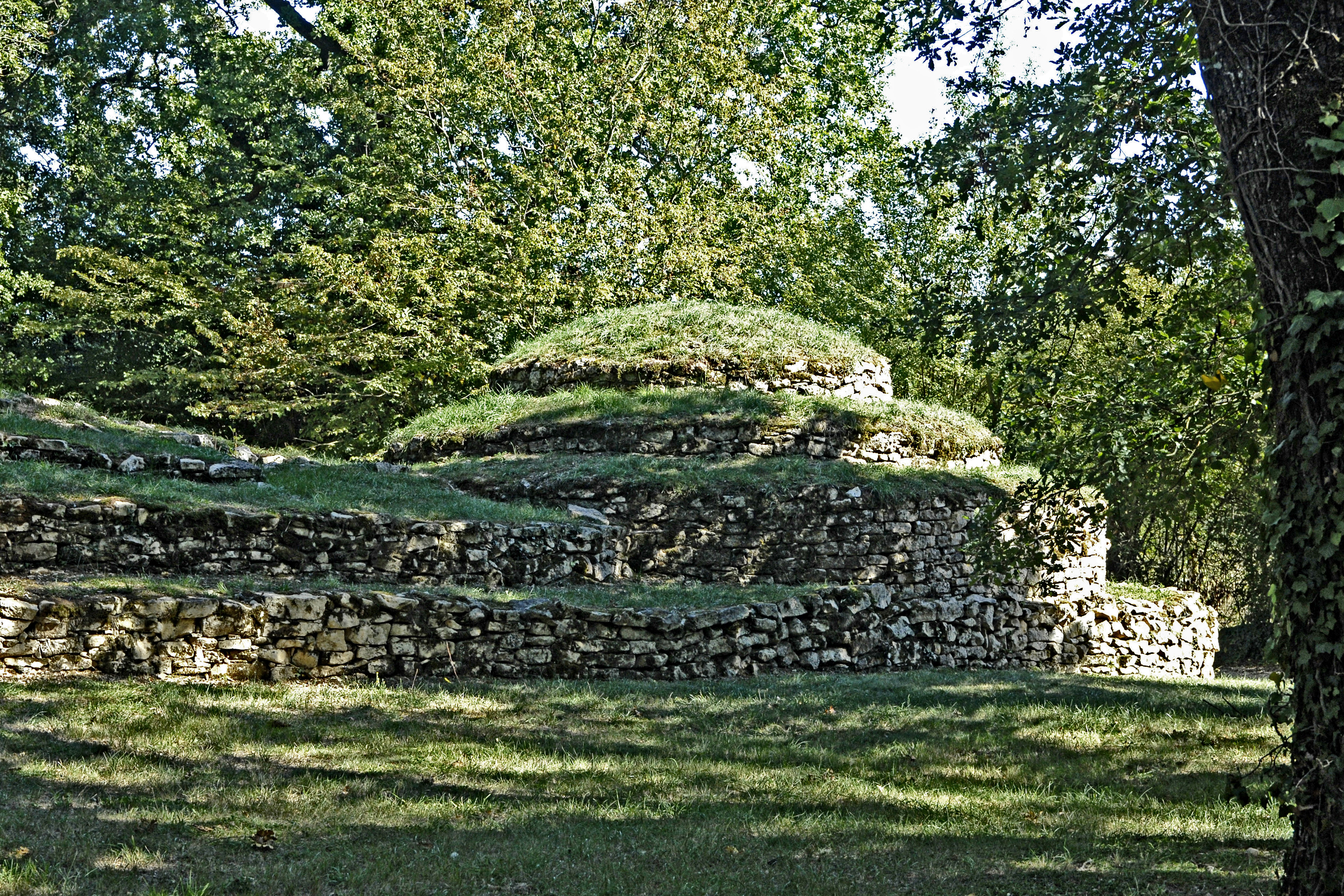
Tumulus F, langgestreckt mit „Stufenpyramiden“ an jedem Ende

## Tumulus F

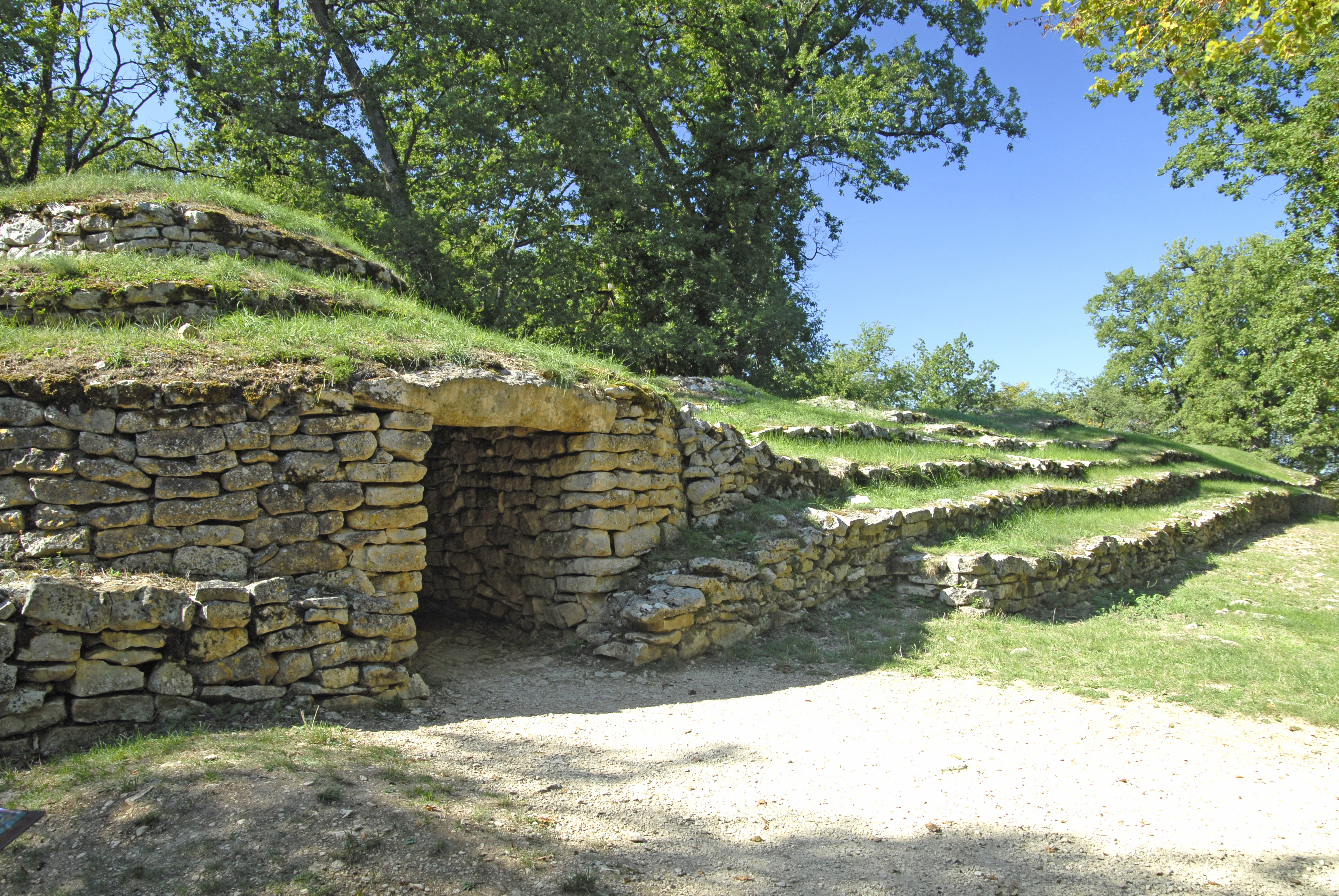
Tumulus F, anderes Ende

Der 72 m lange und 12 bis 16 m breite Langhügel ist das größte Monument der Nekropole. Der Tumulus wurde auf der Westseite von einer Grube begrenzt, die heute verfüllt ist. Aus ihr wurde das Material für den durchschnittlich 3 m hohen Hügel entnommen. Er hat an den Enden zwei Kammern (F0 und F2) zwischen diesen liegen sieben unterschiedliche aber kammerlose Strukturen (F1).

### F0
Das Monument wurde in der ersten Hälfte des 5. Jahrtausends v. Chr. errichtet und im 3. Jahrtausend wieder verwandt. Es ist somit eines der ältesten auf der atlantischen Seite Frankreichs. Die Grabung im Jahre 1977 deckte die Basis einer hemisphärischen Anhöhe auf, die eine Rundekammer von 2,5 m Durchmesser enthält. Sie liegt in der dreifachen konzentrischen Verblendung aus Trockensteinen und wird von einem falschen Gewölbe bedeckt. Seine Architektur entspricht in etwa der der Anlage von Er-Mané bei Carnac.
Das auf 4700 v. Chr. datierte Grab enthielt die nicht im Verband befindlichen Gebeine von etwa zehn Individuen, von deren die Hälfte Kinder waren. Eine rote Tonschicht bedeckte den gewachsenen Boden. Die ärmlichen Beigaben beschränken sich im Wesentlichen auf zwei Keramiken, sechs Knochenmeißel und einige Feuersteinwerkzeuge. Sie lagen nicht neben den Skeletten, sondern auf ca. 30 cm hohen Steinen, die einen Wandvorsprung bildeten. Die Nachnutzungen ruhten auf dem Steinvorsprung.

### F1
Der als F1 bezeichnete Bereich enthält keine Grabkammer. Er setzt sich aus einer Reihe von viereckigen und andersartig geformten Strukturen zusammen, die das Monument stabilisieren. Ihre separaten Verblendmauern gehen bis zur Basis hinunter. In der Hügelfüllung wurden die Gräber eines Mannes, einer Frau und eines Kindes gefunden.

### F2
Die an den Beginn des 4. Jahrtausends datierte Kammer F2 liegt am Nordende des Tumulus. Auch sie wurde im Laufe des 3. Jahrtausends wieder verwendet. Die Kammer von ungefähr 5 m Länge und 2 m Breite wird von einer riesigen Deckenplatte bedeckt, die 32 Tonnen wiegt. Sie wurde wahrscheinlich in der Nähe der mehr als 4 km entfernten Gemeinde Exoudun gewonnen, wo das Gestein ansteht.
Die Kammer hat nur wenig Material geliefert, Keramikfragmente, Perlen und Feuersteinwerkzeuge.

## Zusammenfassung
Die rund 1000-jährige Bautradition an diesem Ort lässt sich nach V. Pingel in drei Phasen aufteilen:
1. runde oder ovale Hügel mit Kragkuppelkammern
2. gestreckte Hügel mit kleinen eckigen megalithischen Kammern
3. große eckige megalithische Kammern

## Museum

Museum
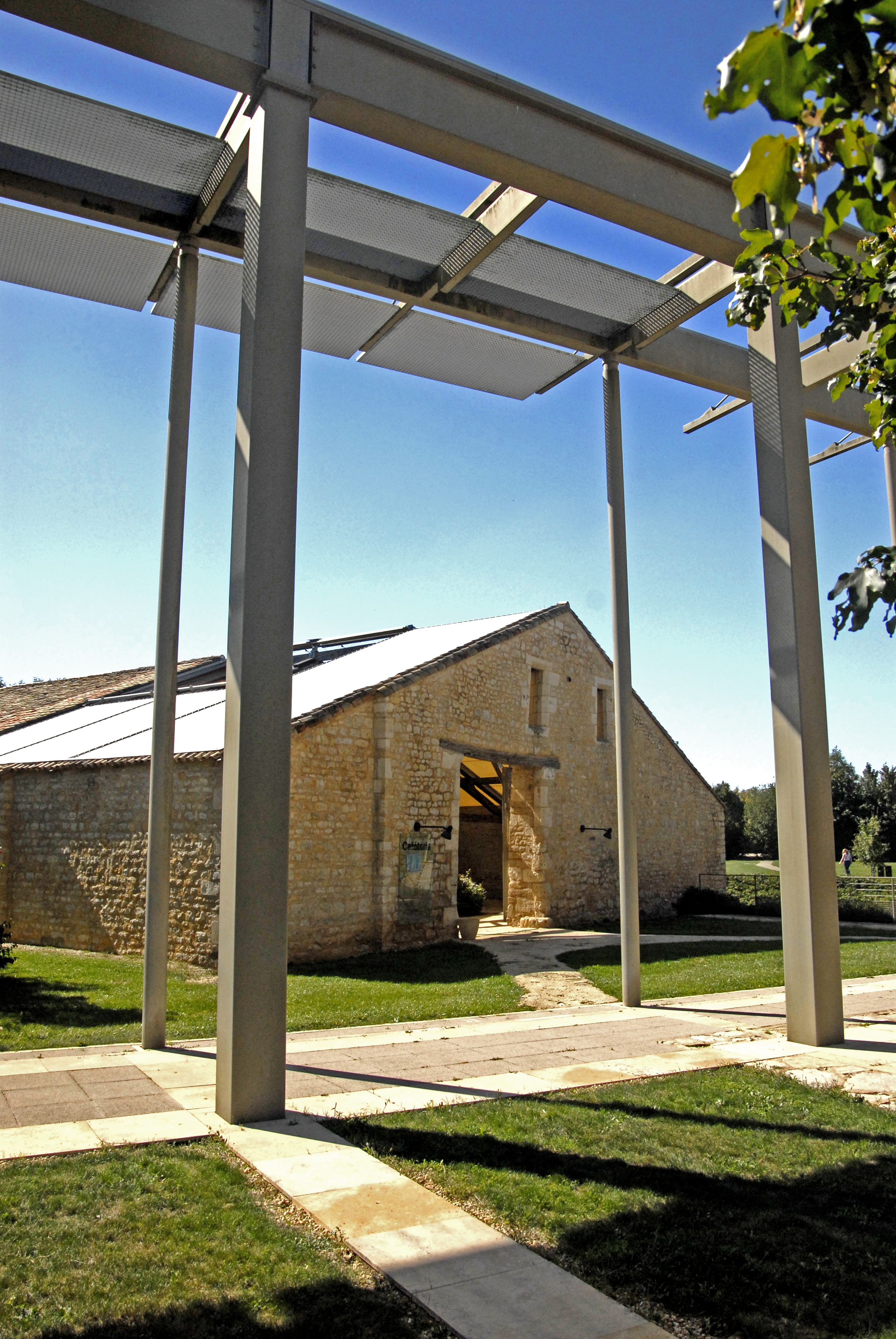
Bougon, Museumsbauten
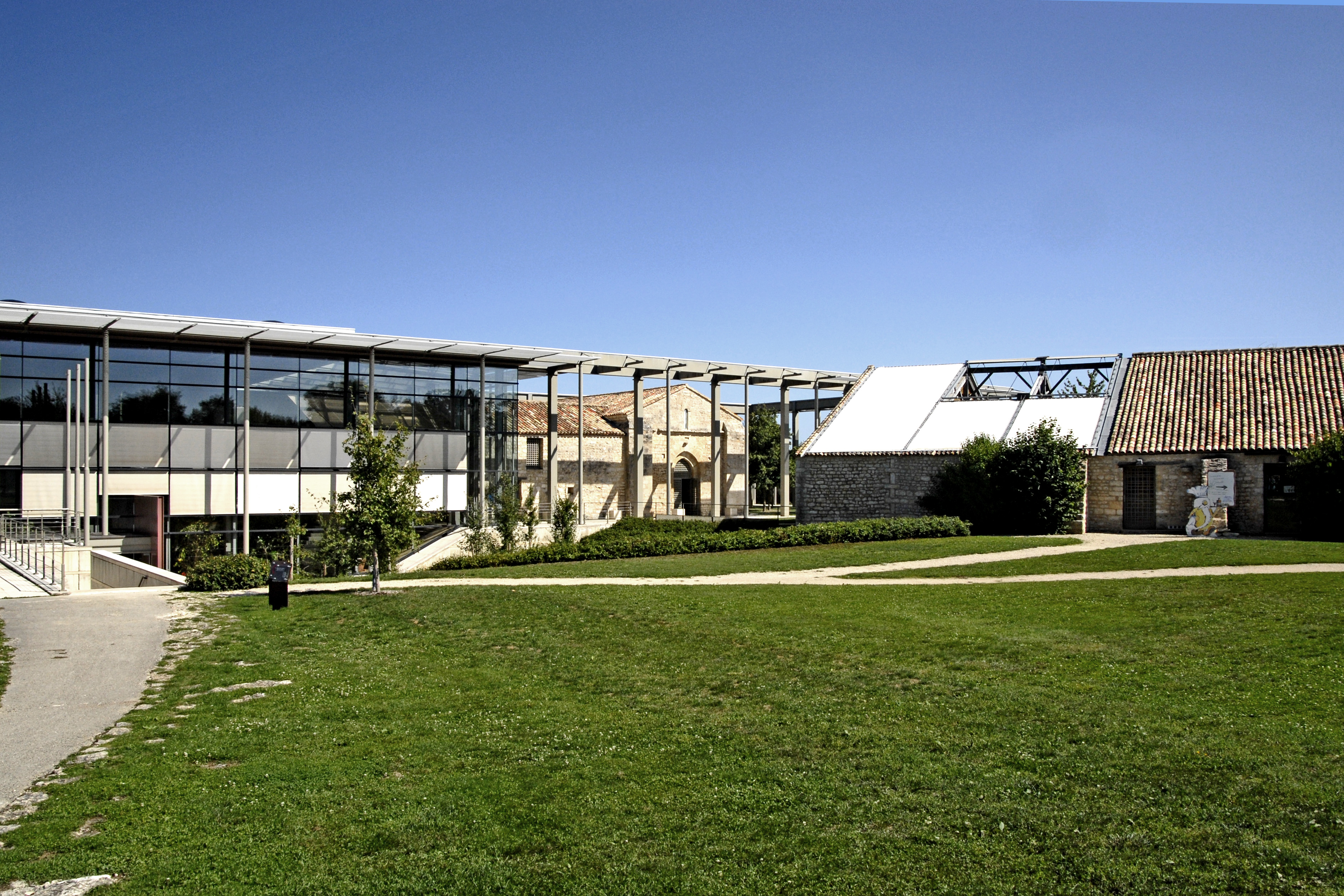
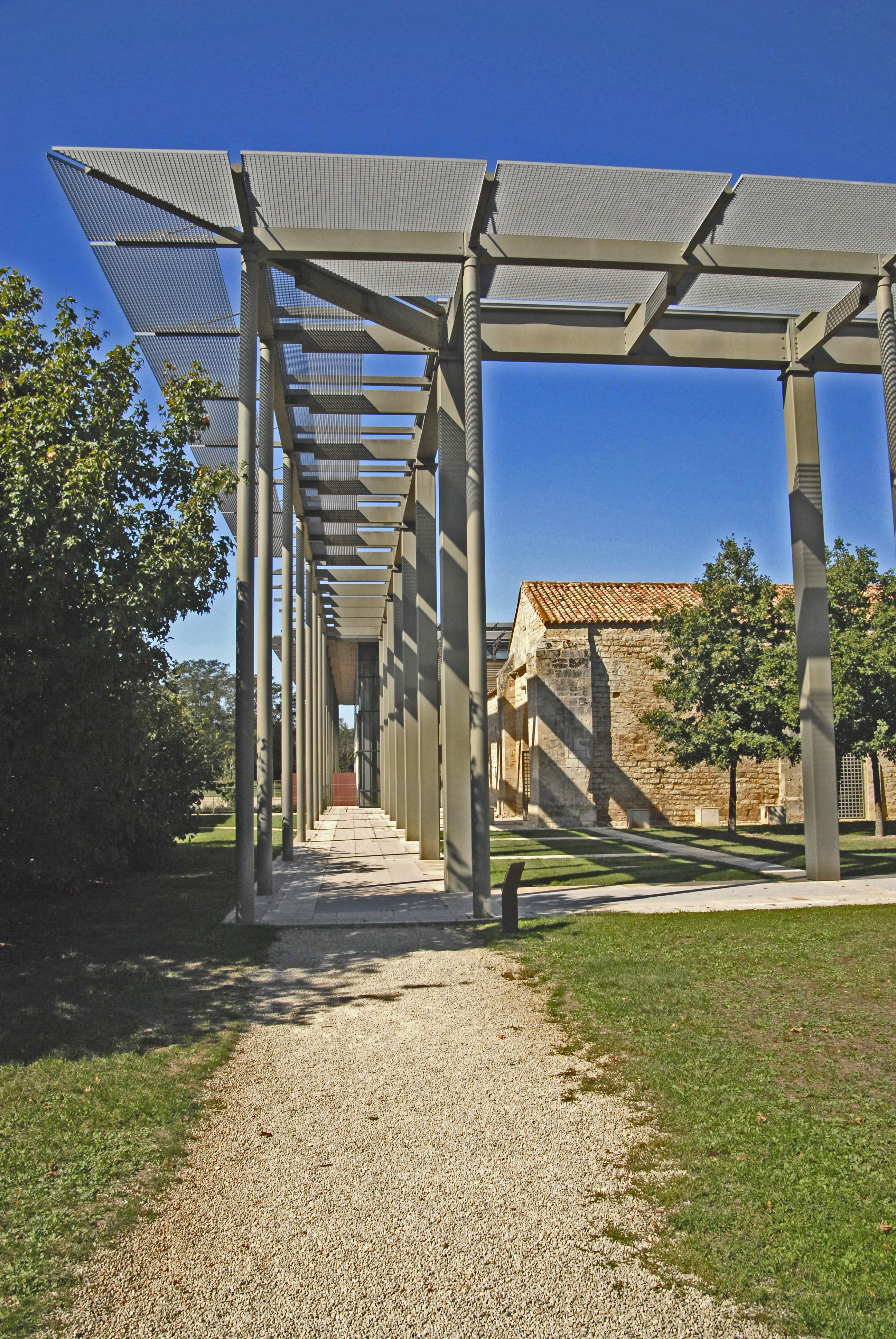
Feingliedrige Neubaustrukturen
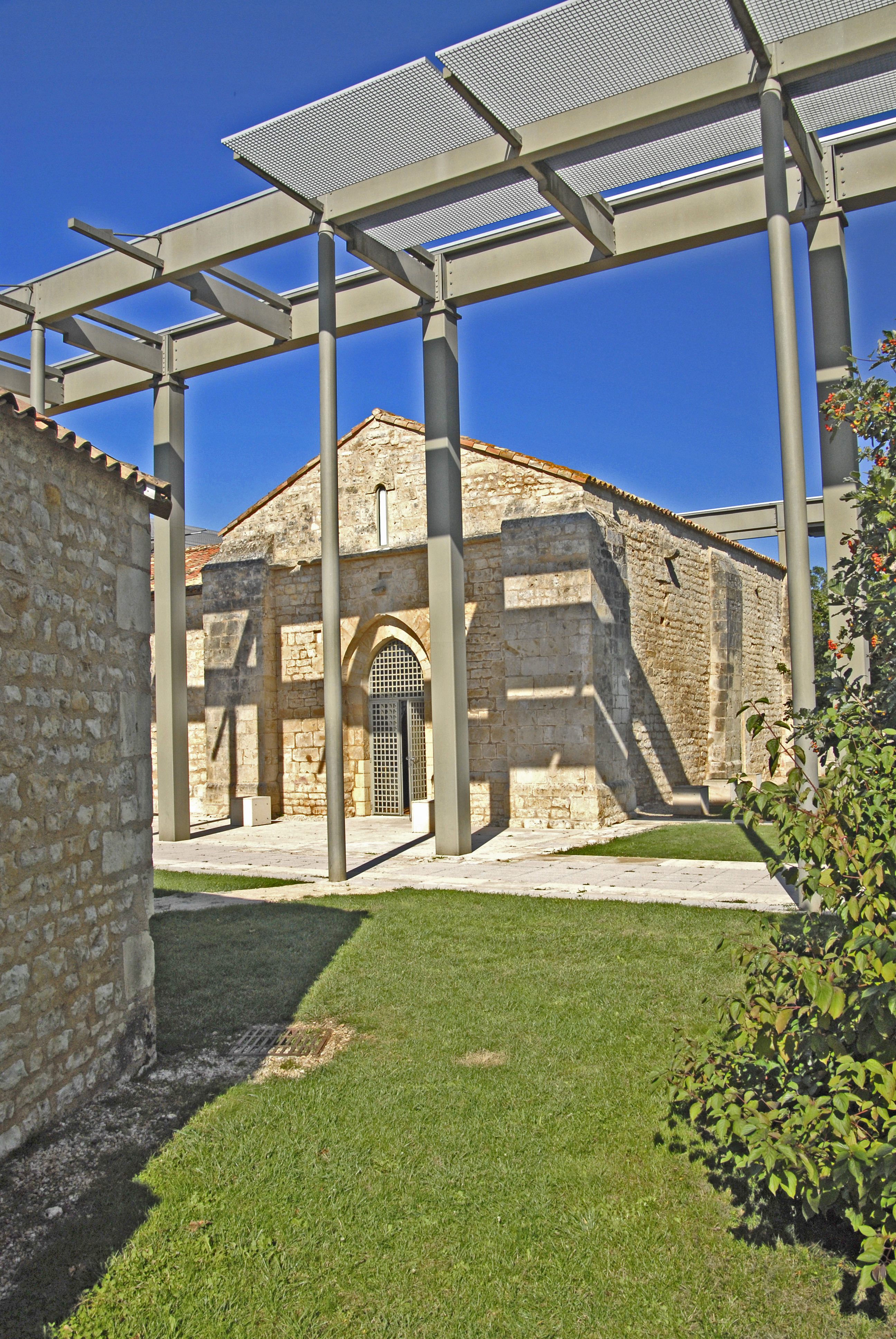
Museumsbauten alt und neu
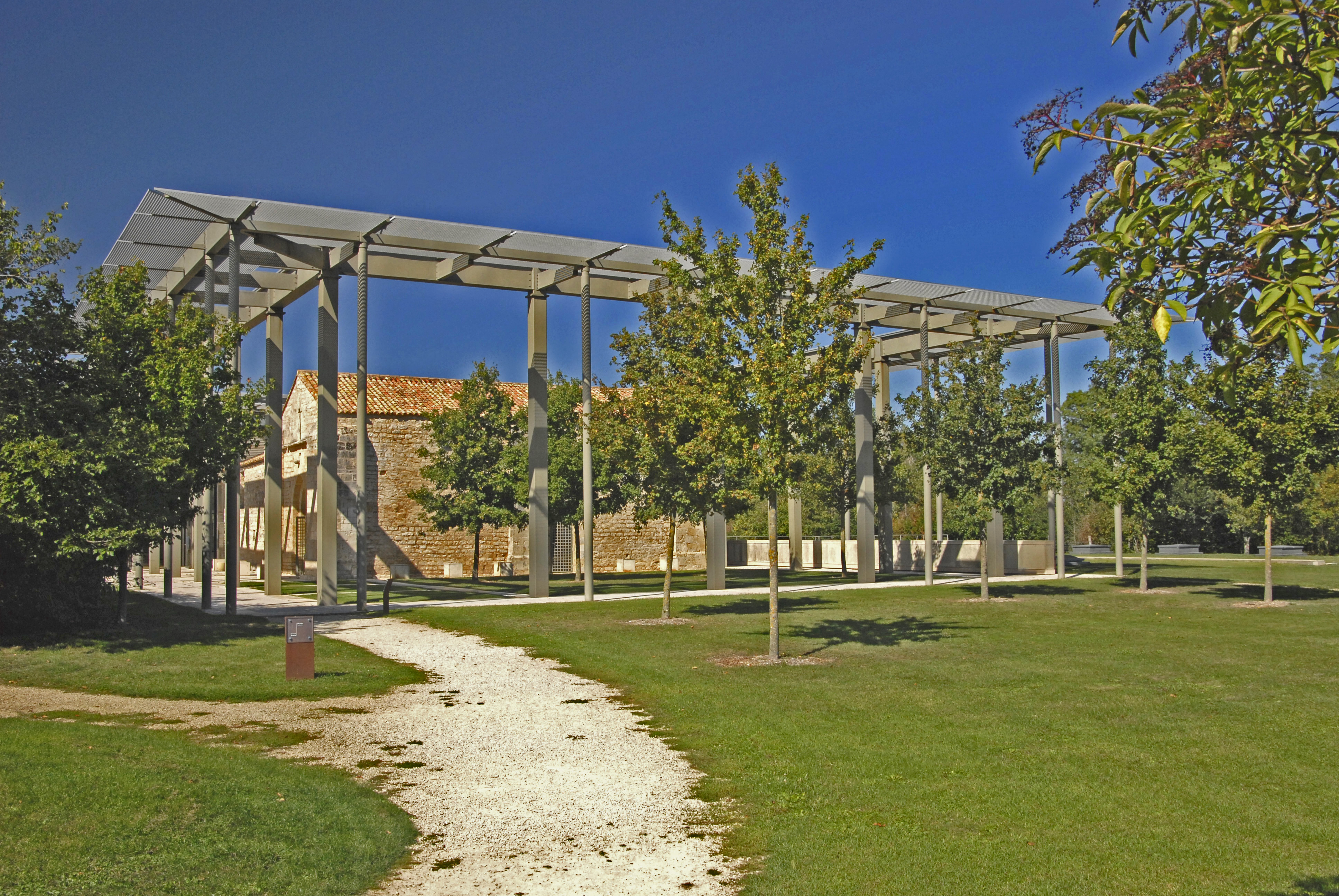
Feingliedrige Neubaustrukturen
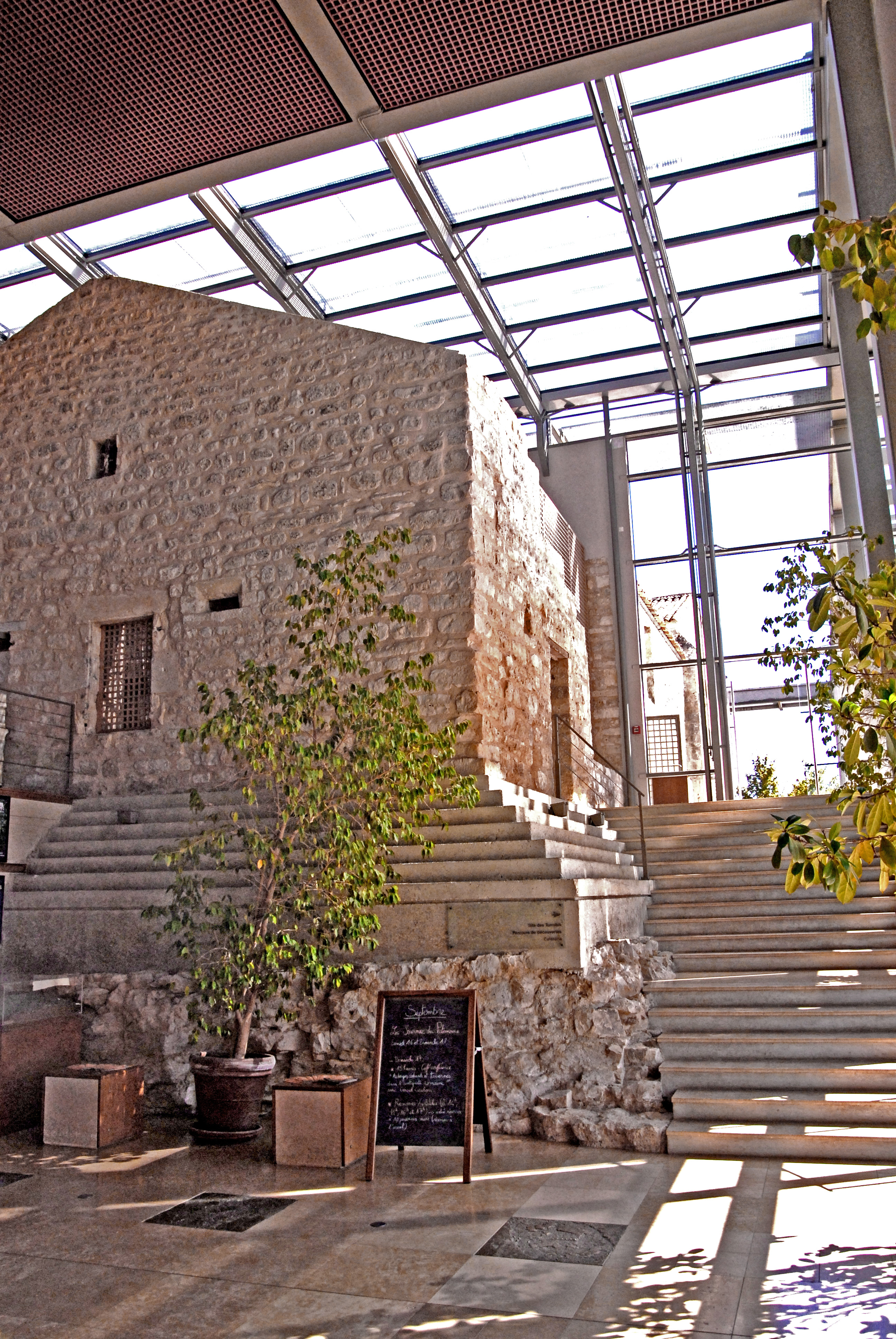
Bougon, in den Neubau integrierter Altbau

Am Eingang zum weiträumigen Gelände um die neolithischen Monumente von Bougon empfängt den Besucher ein modernes Museumsgebäude. Feingliedrige leichte konstruktive Strukturen aus Stahl und Glas integrieren die Bausubstanz der Wohn- und Wirtschaftsgebäude eines ehemaligen Bauernhofs, die mit ihren schweren Bauteilen aus Bruchsteinmauerwerk und Ziegelsteindächern zueinander in Kontrast stehen. Die alte Bausubstanz befindet sich inner- und außerhalb der neuen Konstruktionen. Ein Netz von hoch aufstrebenden offener wie auch geschlossener Wandelgänge verbindet die Gebäudeteile und Innen- und Außenräume.

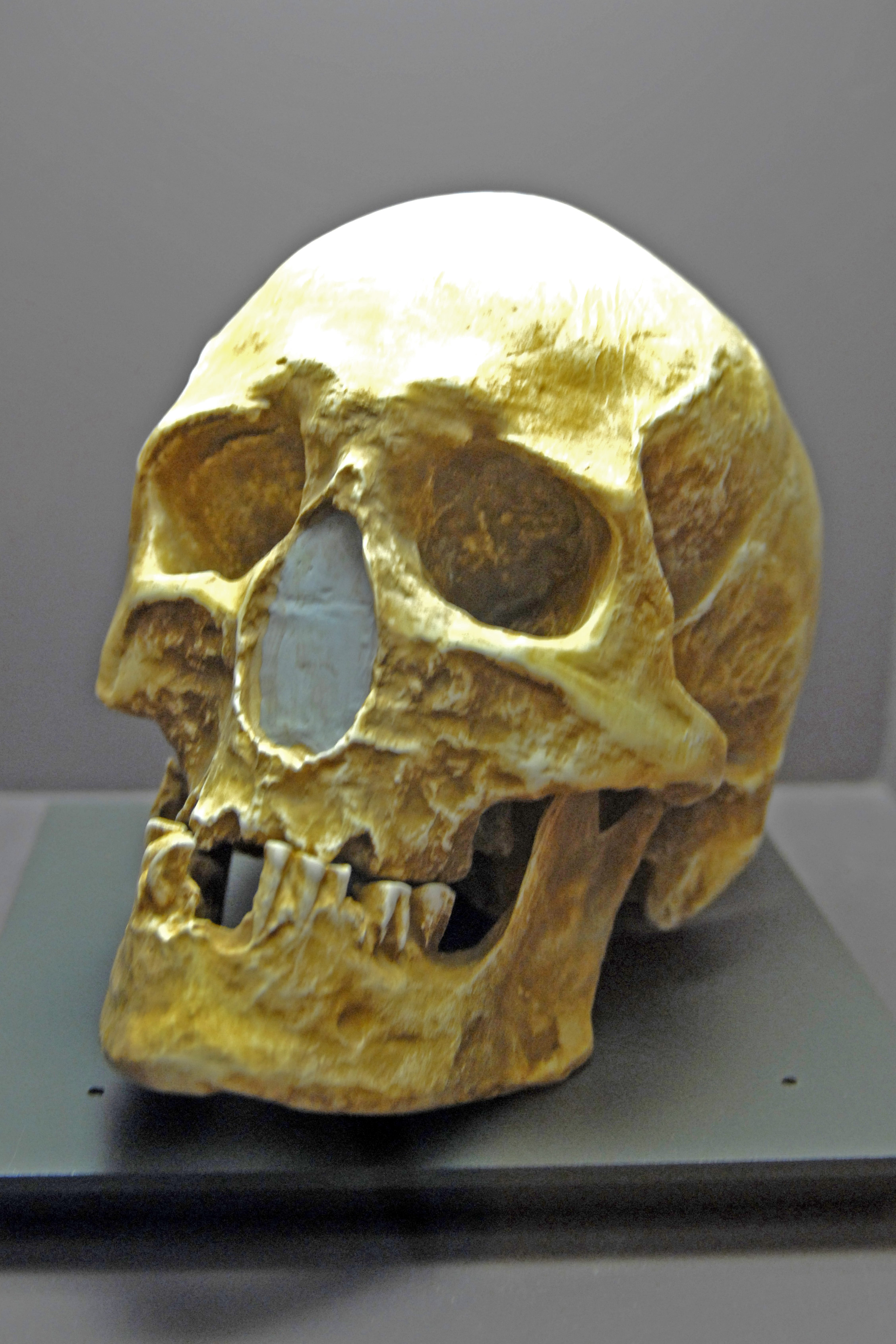
Schädel

Das Museum zeigt die Artefakte wie Werkzeuge, Waffen und Schmuck der Menschen des Neolithikums, die zu großem Teil hier ausgegraben wurden. Sie werden in abgedunkelten Räumen in Vitrinen gezeigt, die hell ausgeleuchtet sind. Besonders häufig vertreten sind Faustkeile und andere Steinwerkzeuge, auch Waffen des täglichen Bedarfs, aus Feuerstein (Flint). Ähnlich verbreitet waren Klingen und Schaber aus Flint. Aus dem gleichen Werkstoff sind die Spitzen von Pfeilen, die teilweise Widerhaken aufweisen. Pfeile und Bögen waren gebräuchliche Jagdwaffen. Weniger häufig waren Werkzeuge und Waffen aus Knochen und Hauern von Wildtieren. Der steinzeitliche Mensch kannte bereits Schmuck, wie zum Beispiel Perlen aus Knochen.
Es werden auch einzelne menschliche Knochen ausgestellt, insbesondere Schädel oder Schädelfragmente.
Des Weiteren wird dem Besucher die Bautechnik der neolithischen Tumuli dargestellt, erläutert durch Nachbauten in kleineren Maßstäben. So findet man auch eine Replik des halben Ganges im Tumulus von Gavrinis, mit seitlichen Wänden aus aufgerichteten Menhiren, die gänzlich mit komplizierten Gravuren überdeckt sind, die an menschliche Fingerabdrücke erinnern. Diese Steinsetzungen sind vor allem in der Bretagne vertreten.

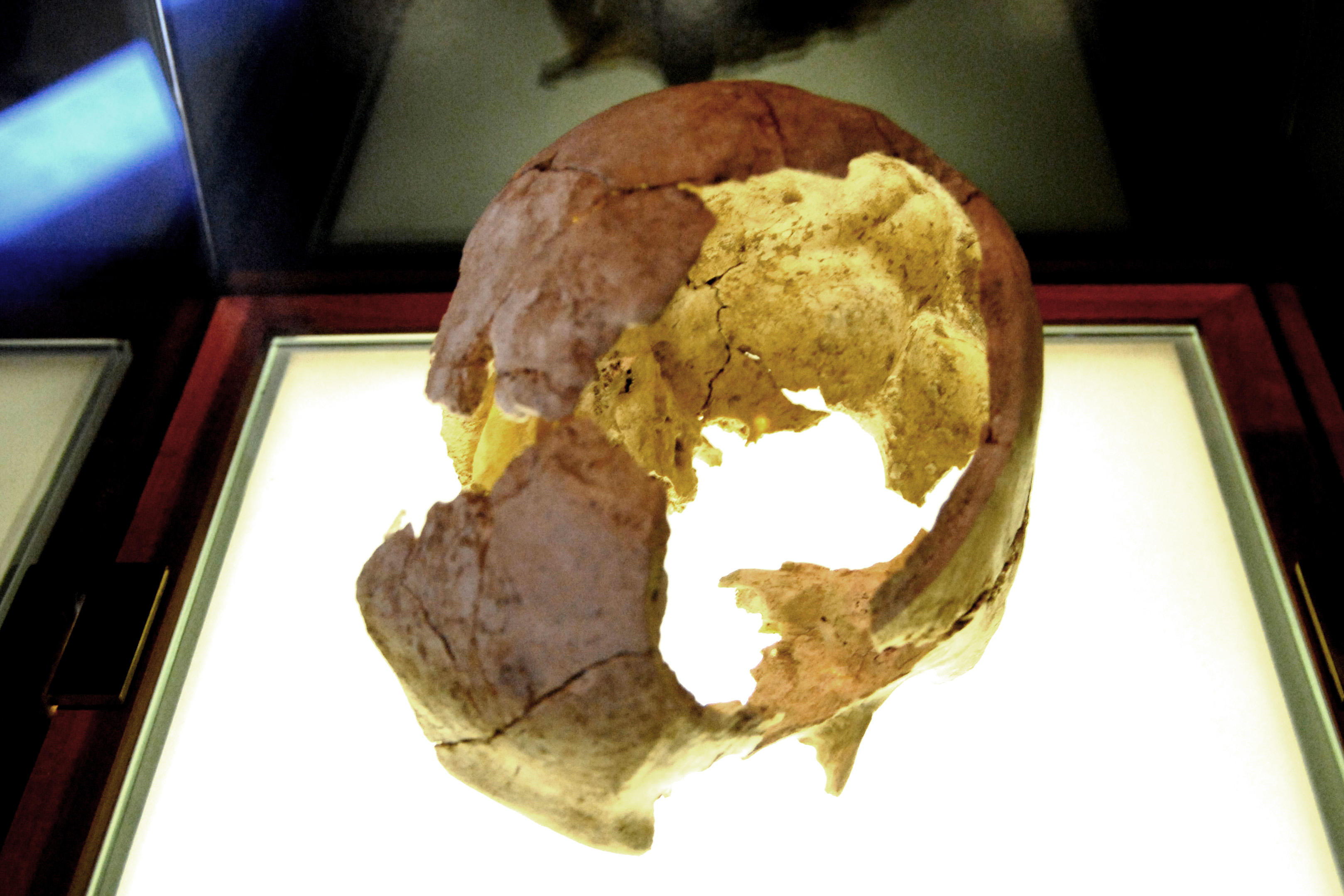
Schädelfragment

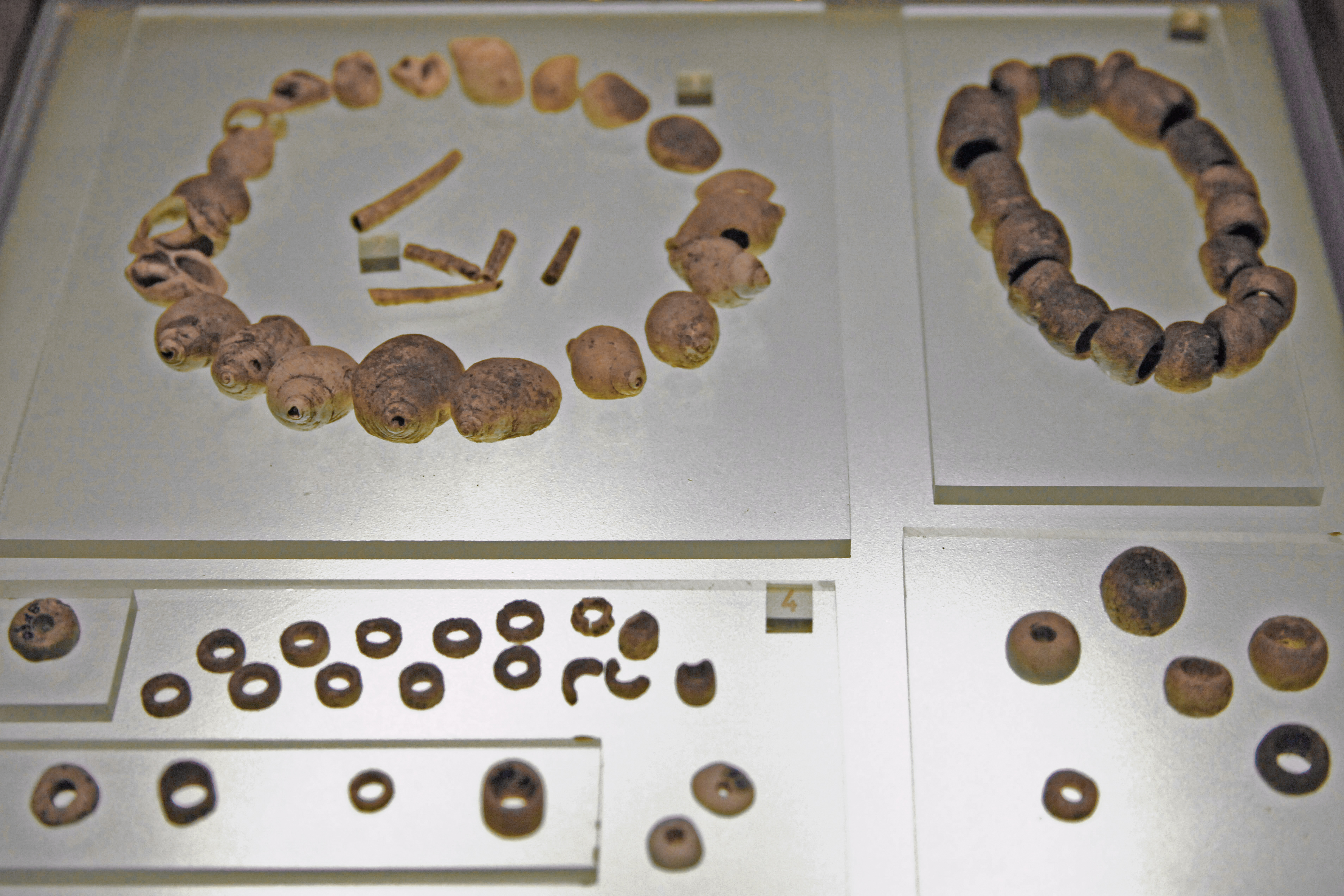
Perlenschmuck

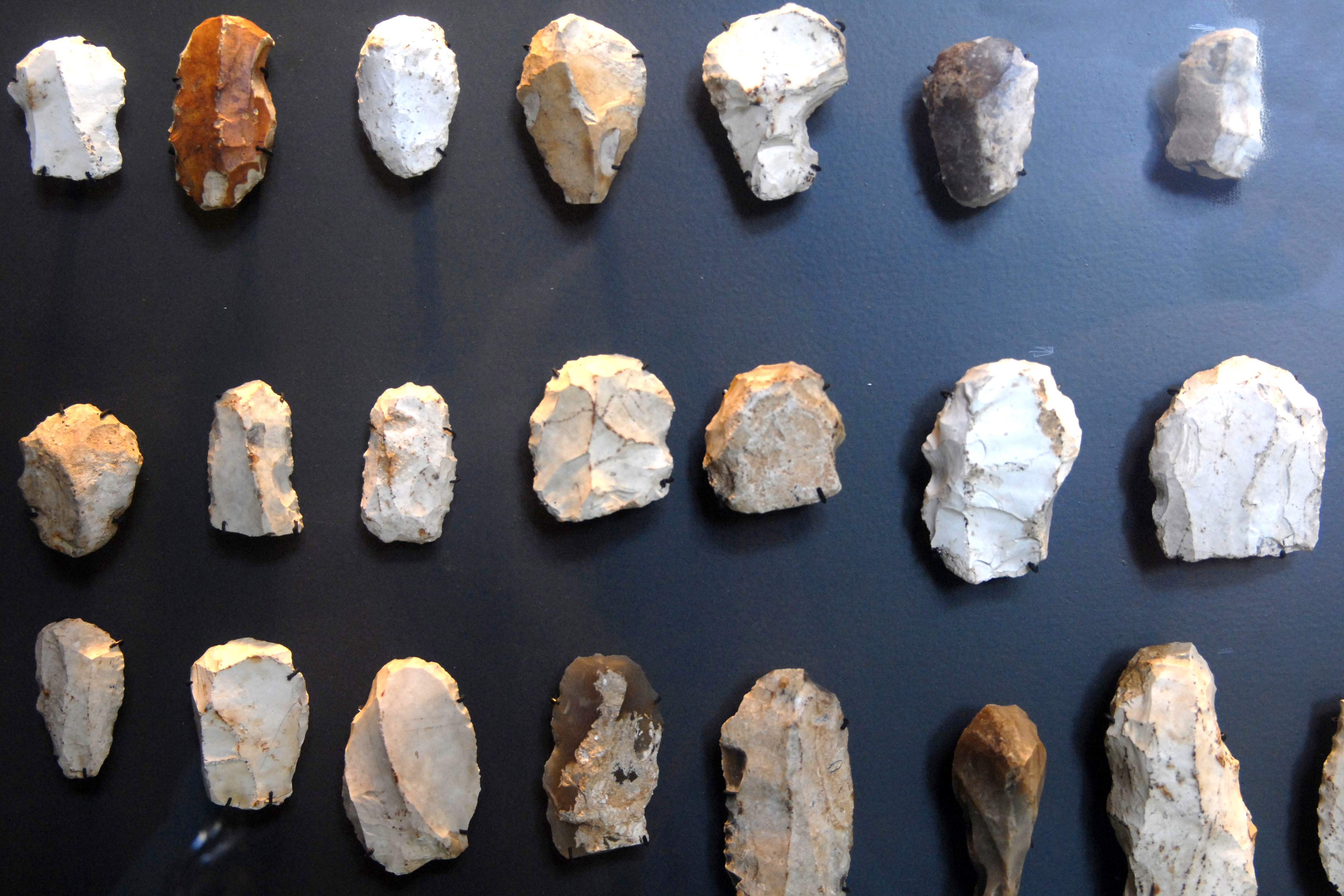
Feuersteinschaber und -Kratzer

Werkzeuge
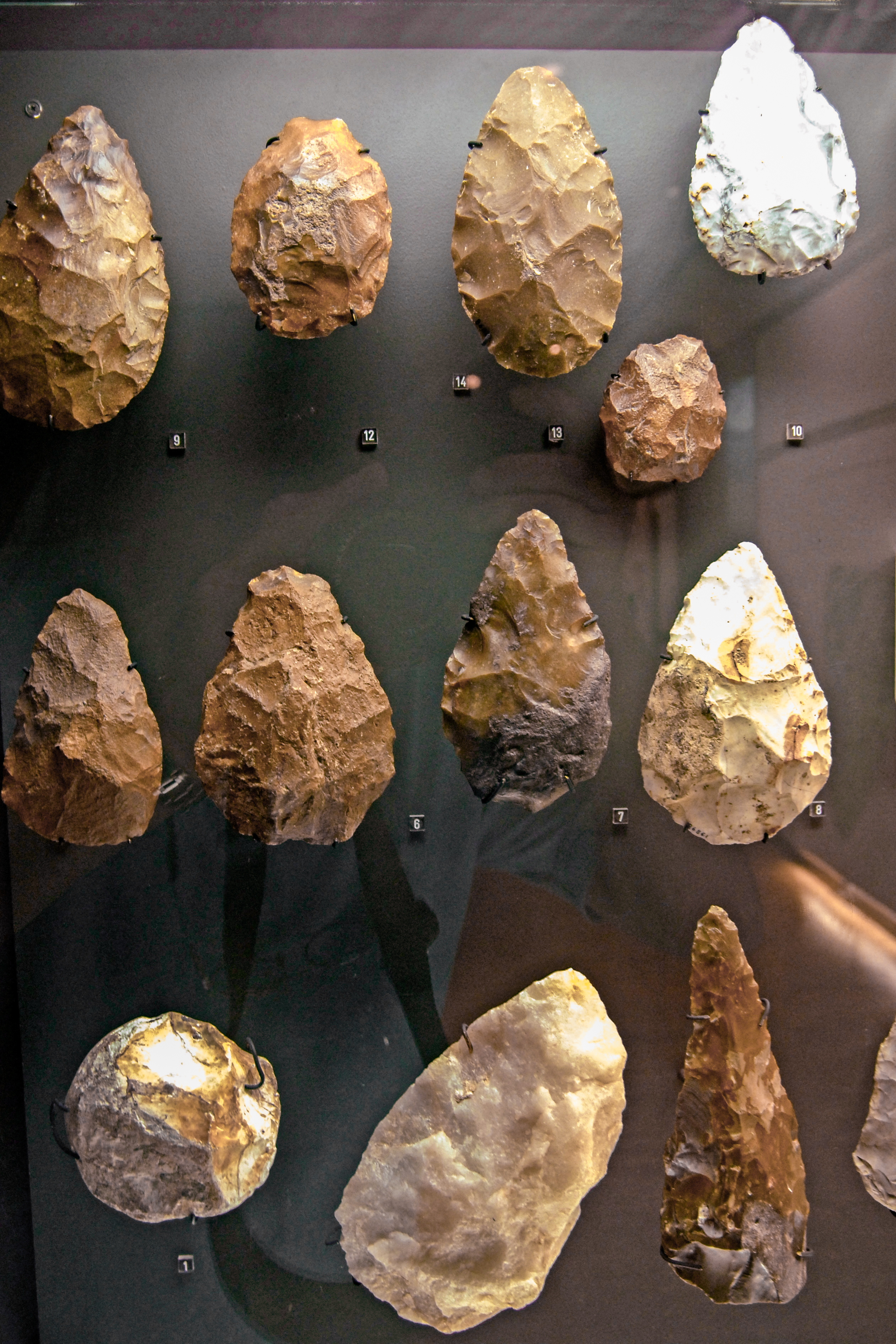
Faustkeile
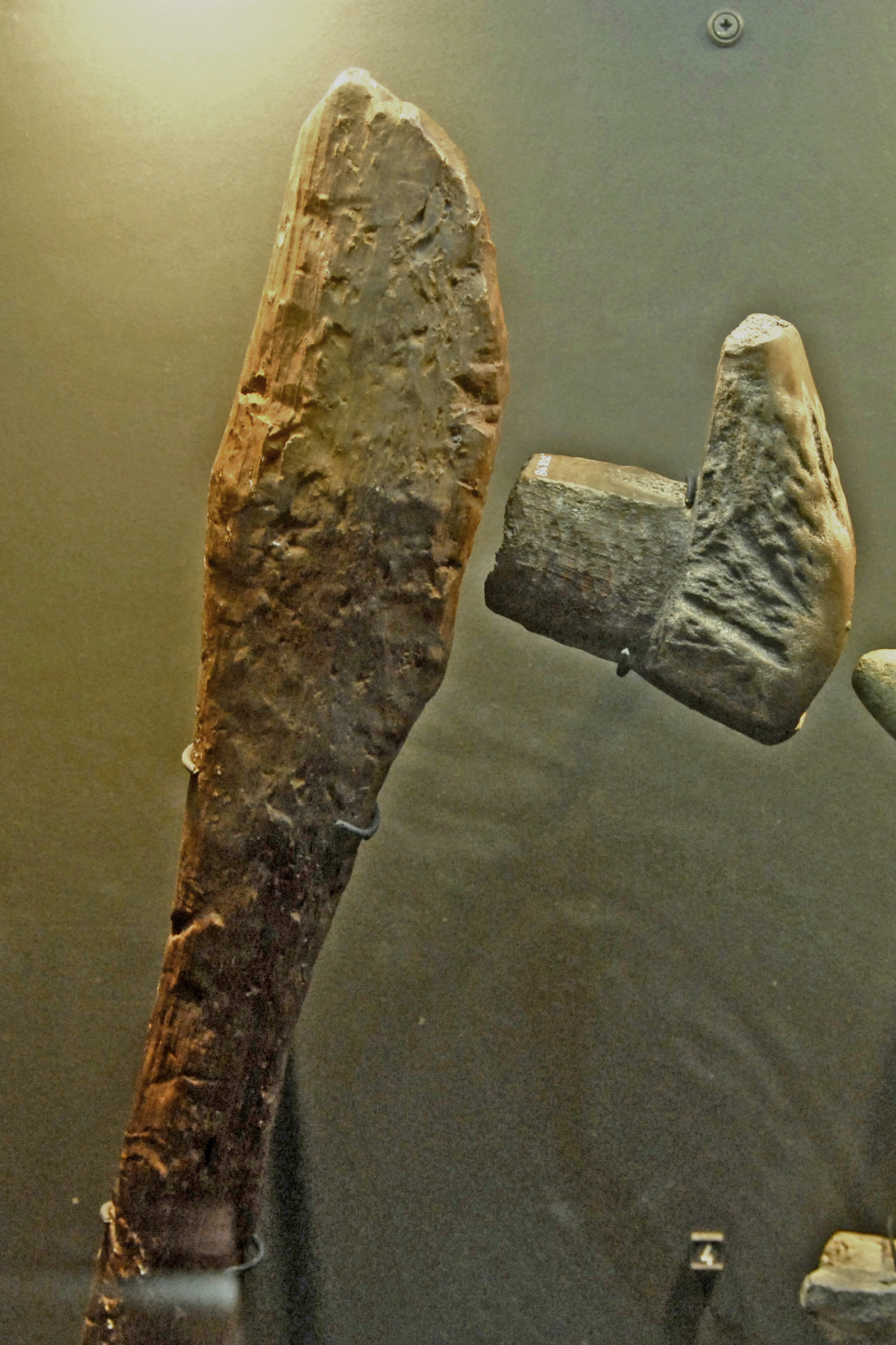
Werkzeuge
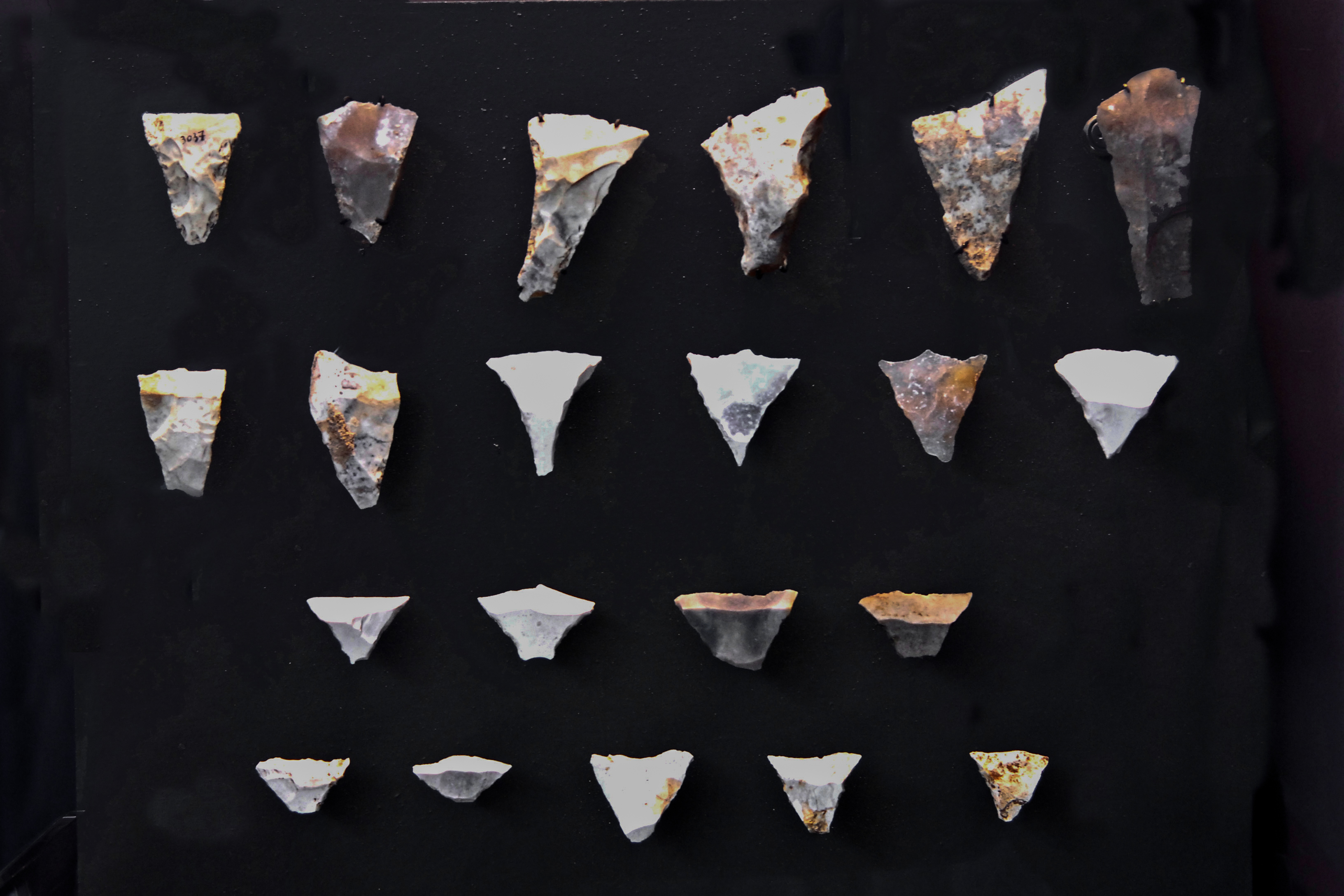
Pfeilspitzen
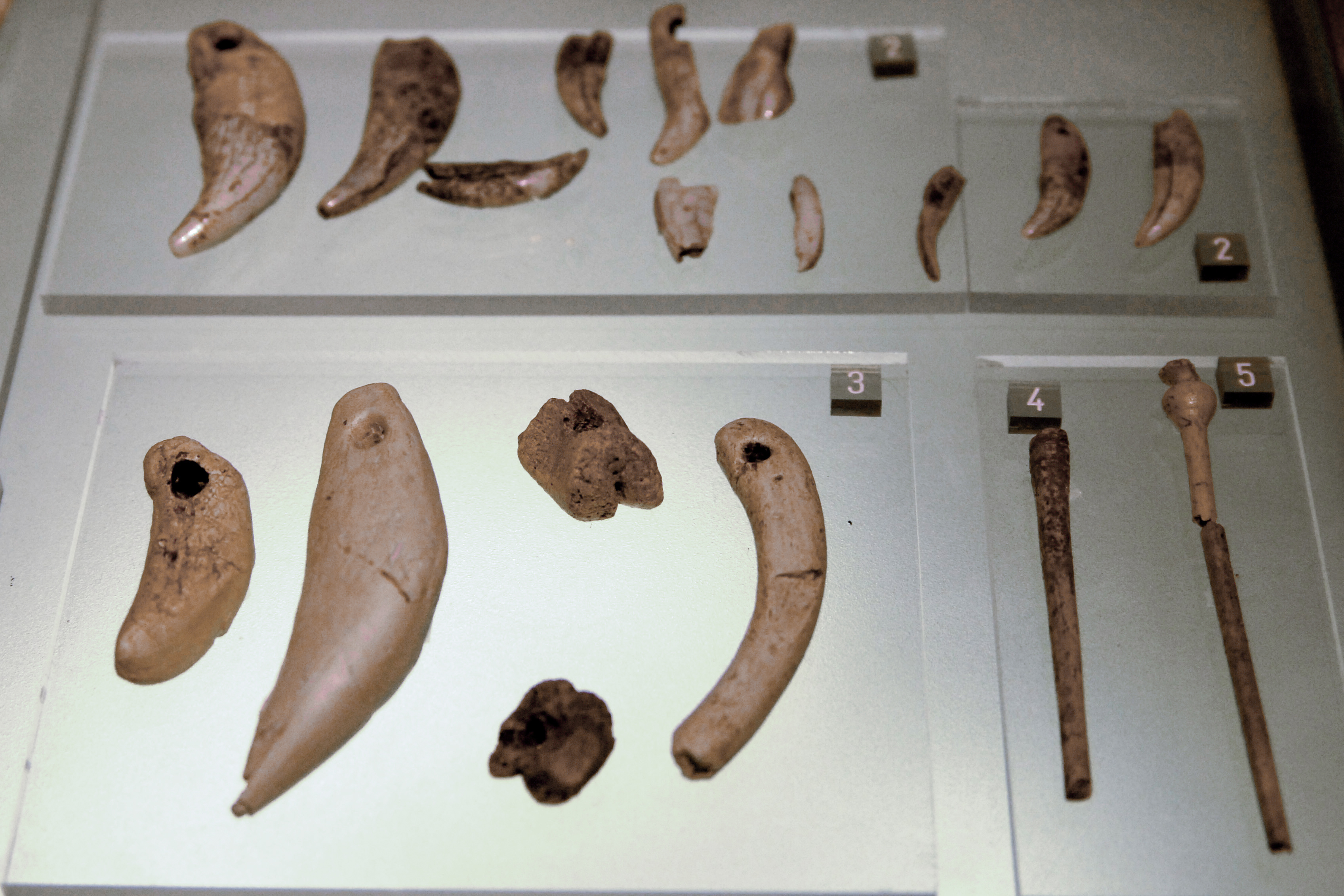
Knochenwerkzeuge

## Erlebnisarchäologie im Freigelände
Nach den Ausstellungsstücken in den Gebäuden des Museums wird im in weiträumigen Freigelände „Erlebnisarchäologie“ zu den Bauwerken und Bautechniken des Neolithikums angeboten.
So findet man etwa Nachbauten oder Rekonstruktionen von Dolmen und eines Stufen-Tumulus. Gezeigt wird auch das Zwickelmauerwerk zwischen den Orthostaten der Tumuli.
In der Sommersaison werden vor allem verschiedene Transporttechniken der neolithischen Menschen mit riesigen Monolithen vorgeführt.
Das Hauptwerkzeug bei allen Techniken war der hölzerne Hebelarm, den man in Anwendung des Hebelgesetzes zum Bewegen der Steinblöcke in alle Richtungen einsetzte. Das Auflager des Hebelarms wurde aus Steinen oder Holzbalken gebildet. So konnte man mit einem langen „Kraftarm“ mit verhältnismäßig geringem Kraftaufwand einen kurzen „Lastarm“ zum Befördern großer Lasten bewegen.
Der Horizontaltransport der gewaltigen Steine, auch über große Entfernungen, erfolgte auf zwei parallelen „Schienen“ aus geraden Baumstämmen oder Balken, auf dem in Querrichtung runde Holzstämme als Walzen aufgelegt wurden, auf dem der Monolith auflag. An den Enden der Walzen waren Löcher eingearbeitet, in die man die Hebelarme einsteckte, und die Last dann durch gleichzeitige Vorwärtsbewegung mehrerer Hebelarme nach vorne transportieren konnte. Die hinten frei werdenden Walzen wurden nach vorne gebracht und dort vor den Stein gelegt. Der Hauptkraftaufwand bestand aber im ersten Aufbringen der Last auf die Walzen, was aber ebenfalls mit Hebelarmen bewältigt werden konnte.
Der Vertikaltransport wurde vor allem für die Abdeckplatte von Dolmen und Tumuli benötigt. Neben den Orthostaten der Dolmenwände errichtete man schichtenweise jeweils zwei parallel und waagerecht verlaufende Baumstämme, auf dem die Deckplatte per Hebelwirkung aufgeschoben wurde. Die nächste Lage zweier Stämme wurde quer zur vorherigen aufgelegt. Dazu wurde die Platte auf einer Seite mit Hebeln angehoben, und ein Stamm unter den Stein bugsiert. Dann kam die gegenüberliegende Seite dran, und so fort. Auf der Höhe der Orthostatenoberkanten angekommen erfolgte der weitere Transport in vertikaler Richtung, ähnlich wie vorstehend beschrieben. Dazu mussten die Orthostaten außen oder auch innen mit Erde und Steinbrocken angefüllt werden.
Das Aufrichten von Orthostaten als Wände der Tumuli oder Dolmen hatte Ähnlichkeit mit dem Vertikaltransport. Neben dem zunächst liegenden Orthostaten errichtete man einen kleinen Holzstapel, der nach Anheben des oberen Ende des Orthostaten mit Hebeln von weiteren Stämmen unterfüllt wurde, und so fort. Das Anheben wurde später noch unterstützt, durch Zugseile auf der nach innen weisenden Seite der Orthostaten.
Auf dem Freigelände kann man weitere Bauten der neolithischen Epoche, etwa eine Holzhütte zur Unterbringung von Mensch und Kleinvieh besichtigen.

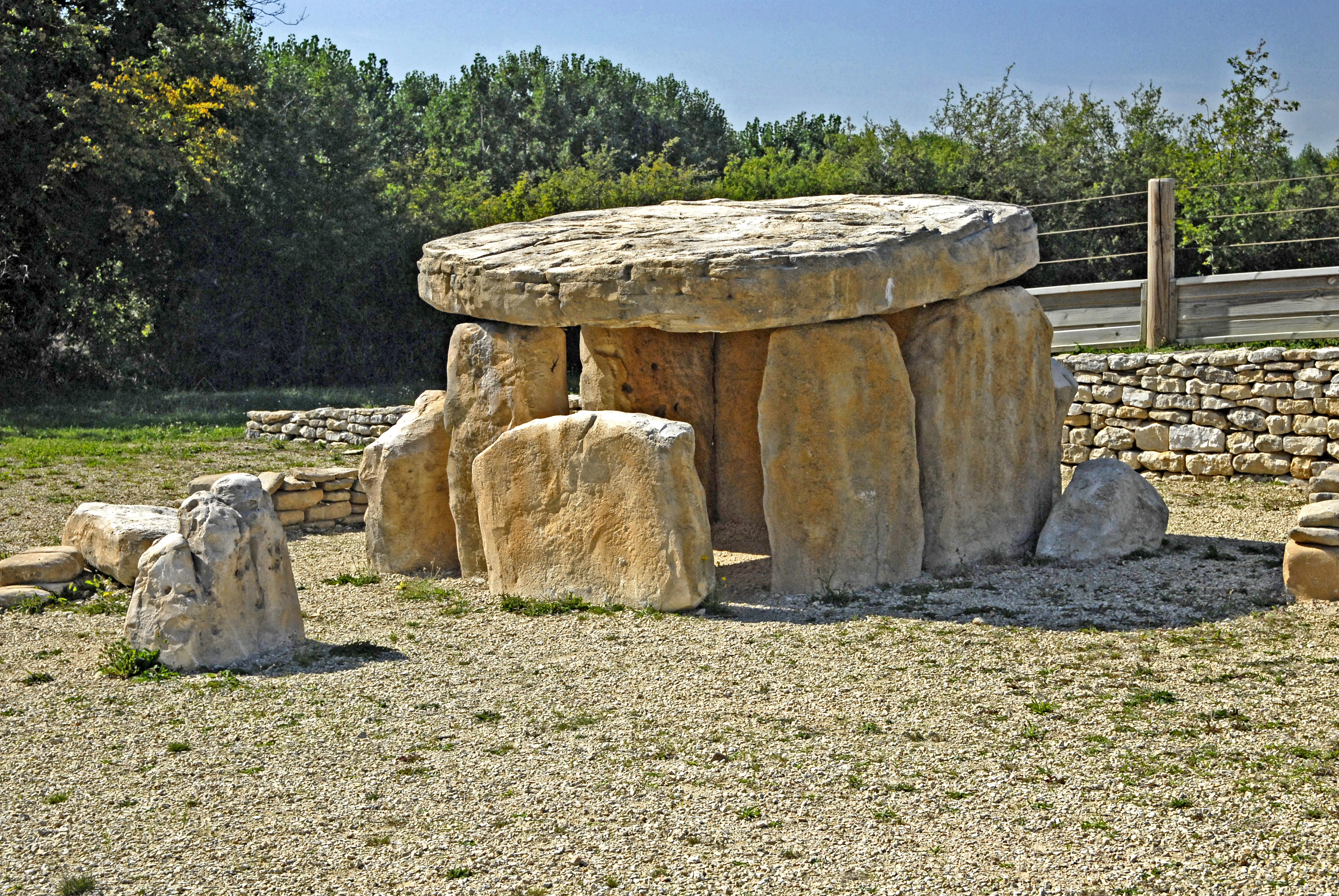
Dolmen, Rekonstruktion

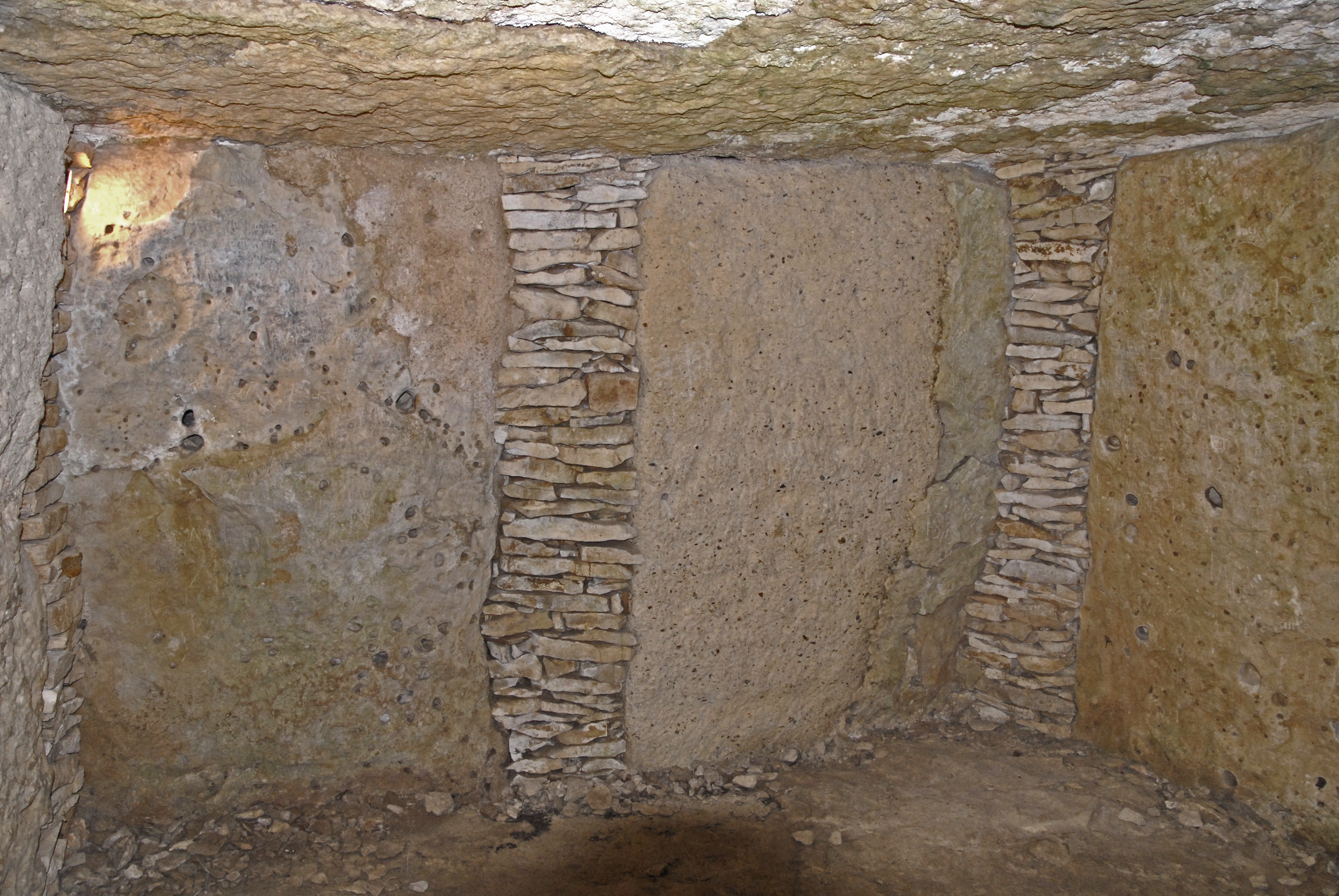
Dolmen-Seiten, Orthostaten mit Zwickelmauerwerk

Nachbauten
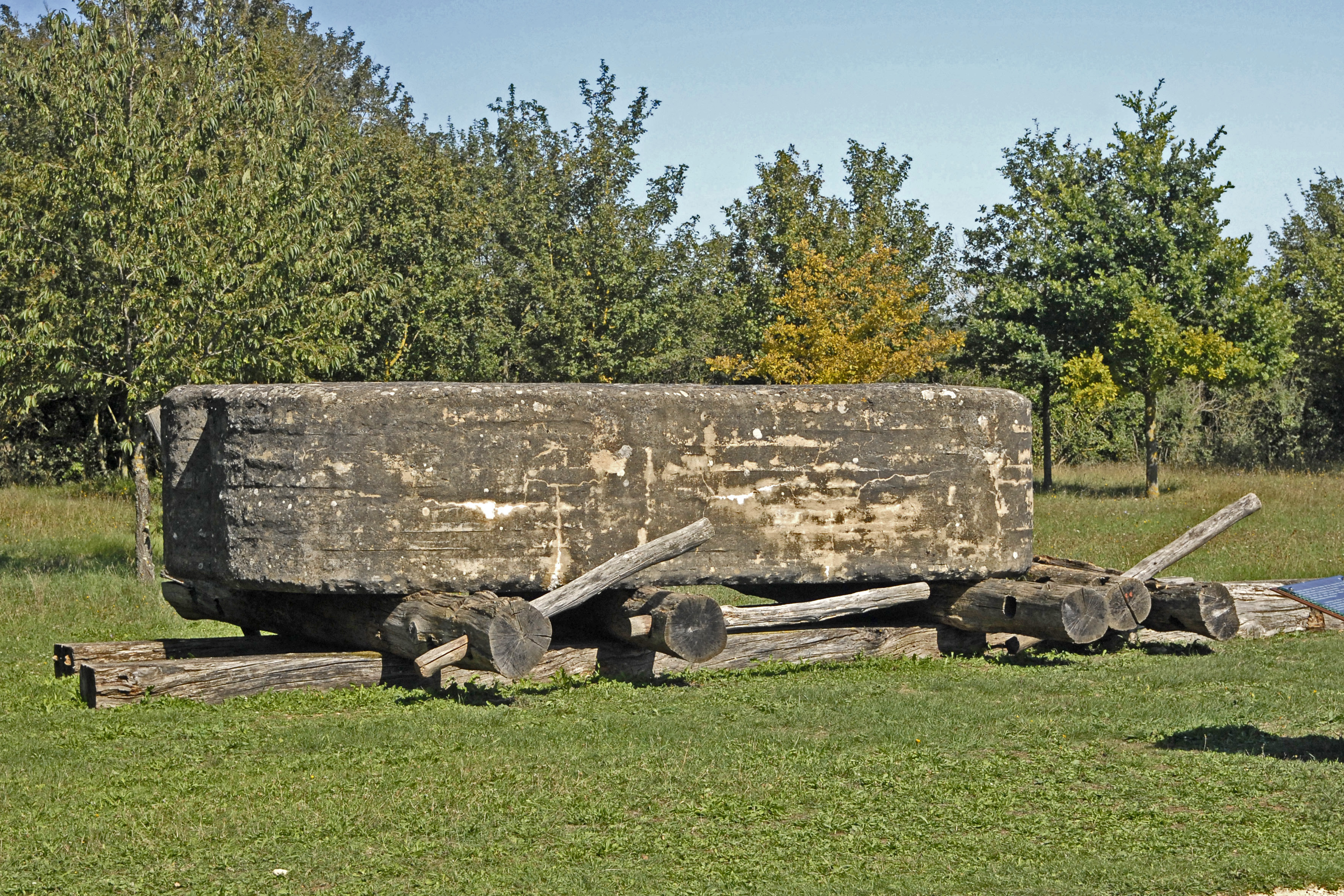
Megalith-Transport horizontal
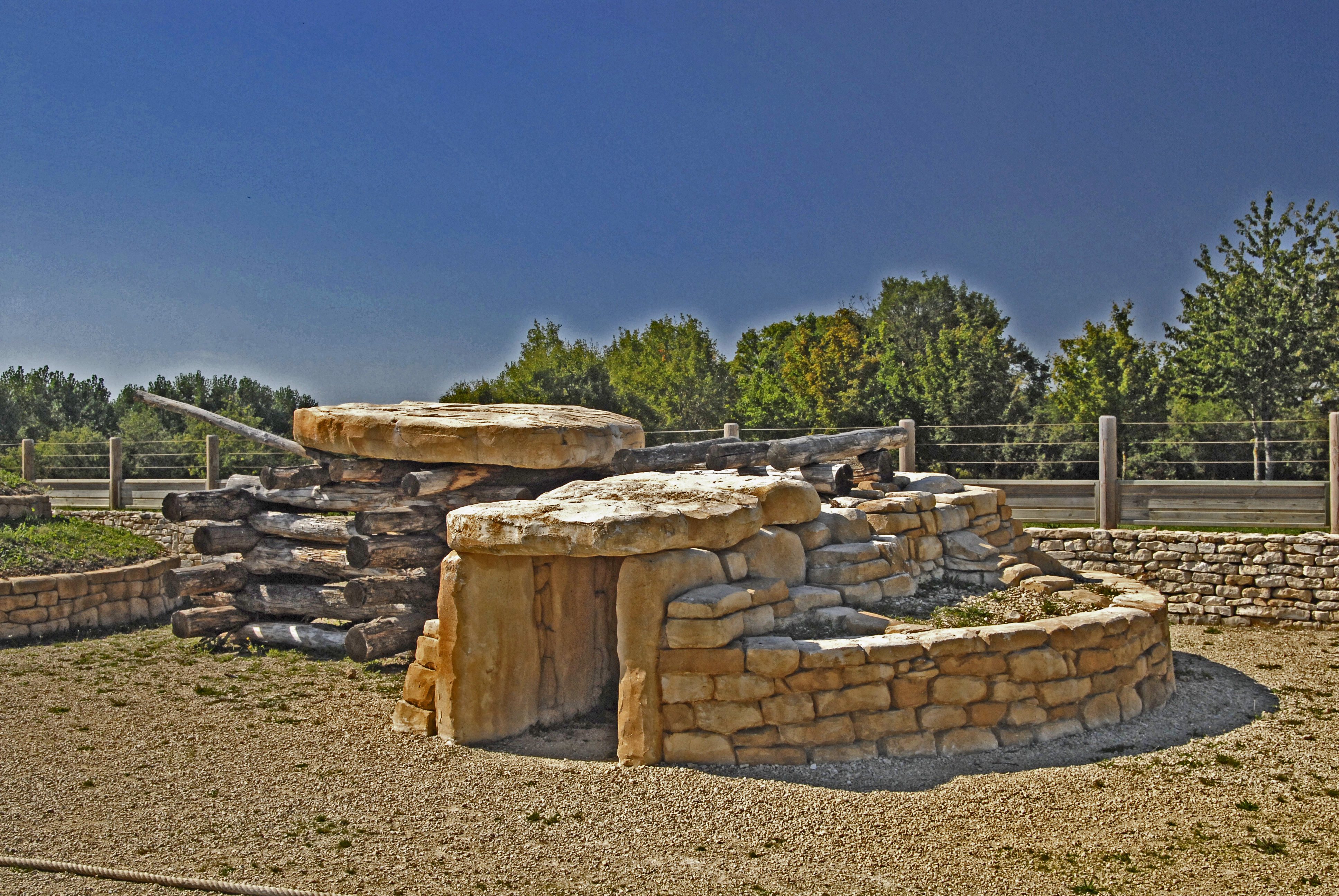
Megalith-Transport vertikal
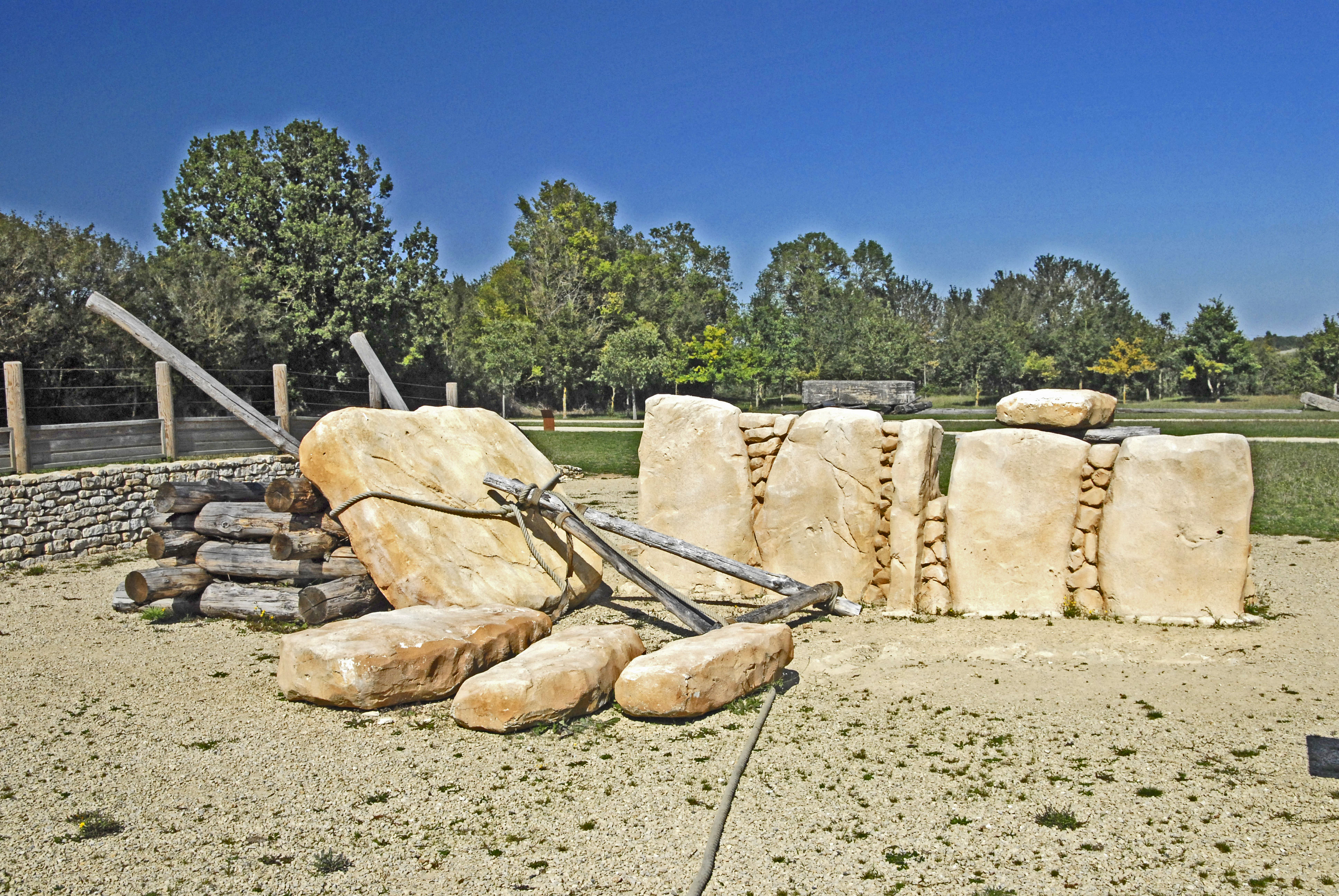
Megalith-Transport, Aufrichtung
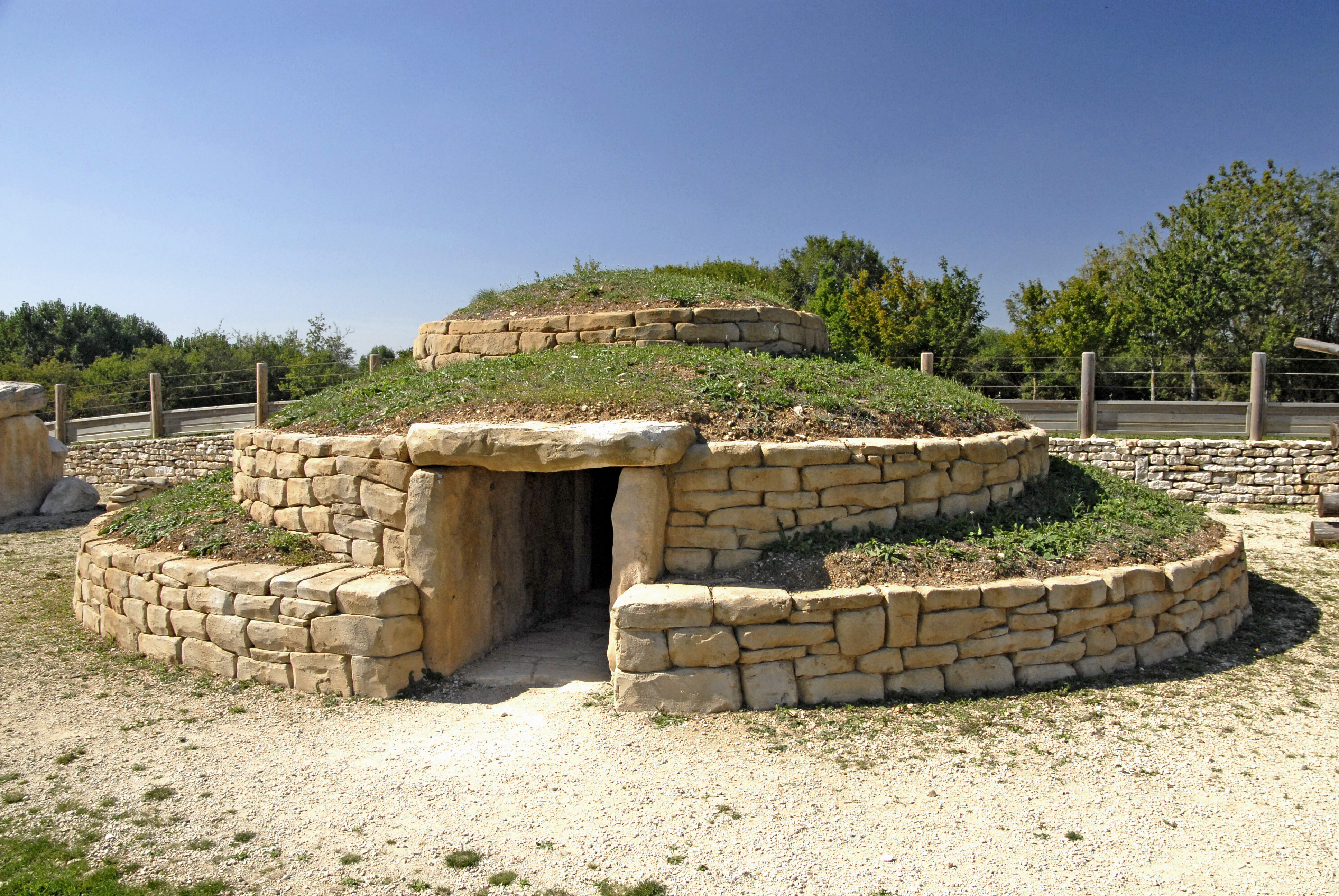
Stufen-Tumulus, Nachbau